# Liste des communes de la Moselle
Pour les autres listes de communes françaises, voir Listes des communes de France.
| - La Moselle en France métropolitaine. - Carte des communes de la Moselle. |

Cette page liste les 725 communes du département français de la Moselle au 1er janvier 2025.

## Liste des communes
Le tableau suivant donne la liste des communes au 1er janvier 2025, en précisant leur code Insee, leur code postal principal, leur arrondissement, leur canton, leur intercommunalité, leur superficie, leur population et leur densité, d'après les chiffres de l'Insee issus du recensement 2022,.
| Nom                         | Code Insee | Code postal       | Arrondissement            | Canton                 | Intercommunalité                     | Superficie (km2) | Population (dernière pop. légale) | Densité (hab./km2) | Modifier                                    |
| --------------------------- | ---------- | ----------------- | ------------------------- | ---------------------- | ------------------------------------ | ---------------- | --------------------------------- | ------------------ | ------------------------------------------- |
| Metz (préfecture)           | 57463      | 57000 57050 57070 | Metz                      | Metz-1 Metz-2 Metz-3   | Eurométropole de Metz                | 41,94            | 121 695 (2022)                    | 2 902              | modifier les données · modifier les données |
| Aboncourt                   | 57001      | 57920             | Thionville                | Metzervisse            | CC de l'Arc mosellan                 | 5,90             | 318 (2022)                        | 54                 | modifier les données · modifier les données |
| Aboncourt-sur-Seille        | 57002      | 57590             | Sarrebourg-Château-Salins | Le Saulnois            | CC du Saulnois                       | 3,63             | 66 (2022)                         | 18                 | modifier les données · modifier les données |
| Abreschviller               | 57003      | 57560             | Sarrebourg-Château-Salins | Phalsbourg             | CC de Sarrebourg - Moselle Sud       | 41,29            | 1 427 (2022)                      | 35                 | modifier les données · modifier les données |
| Achain                      | 57004      | 57340             | Sarrebourg-Château-Salins | Le Saulnois            | CC du Saulnois                       | 4,79             | 79 (2022)                         | 16                 | modifier les données · modifier les données |
| Achen                       | 57006      | 57412             | Sarreguemines             | Bitche                 | CC du Pays de Bitche                 | 12,12            | 970 (2022)                        | 80                 | modifier les données · modifier les données |
| Adaincourt                  | 57007      | 57580             | Forbach-Boulay-Moselle    | Faulquemont            | CC du District Urbain de Faulquemont | 3,42             | 134 (2022)                        | 39                 | modifier les données · modifier les données |
| Adelange                    | 57008      | 57380             | Forbach-Boulay-Moselle    | Faulquemont            | CC du District Urbain de Faulquemont | 5,81             | 216 (2022)                        | 37                 | modifier les données · modifier les données |
| Ajoncourt                   | 57009      | 57590             | Sarrebourg-Château-Salins | Le Saulnois            | CC du Saulnois                       | 3,50             | 102 (2022)                        | 29                 | modifier les données · modifier les données |
| Alaincourt-la-Côte          | 57010      | 57590             | Sarrebourg-Château-Salins | Le Saulnois            | CC du Saulnois                       | 4,17             | 168 (2022)                        | 40                 | modifier les données · modifier les données |
| Albestroff                  | 57011      | 57670             | Sarrebourg-Château-Salins | Le Saulnois            | CC du Saulnois                       | 19,30            | 610 (2022)                        | 32                 | modifier les données · modifier les données |
| Algrange                    | 57012      | 57440             | Thionville                | Algrange               | CA du Val de Fensch                  | 6,96             | 5 928 (2022)                      | 852                | modifier les données · modifier les données |
| Alsting                     | 57013      | 57515             | Forbach-Boulay-Moselle    | Stiring-Wendel         | CA de Forbach Porte de France        | 5,73             | 2 493 (2022)                      | 435                | modifier les données · modifier les données |
| Altrippe                    | 57014      | 57660             | Forbach-Boulay-Moselle    | Sarralbe               | CA Saint-Avold Synergie              | 4,88             | 368 (2022)                        | 75                 | modifier les données · modifier les données |
| Altviller                   | 57015      | 57730             | Forbach-Boulay-Moselle    | Saint-Avold            | CA Saint-Avold Synergie              | 4,85             | 531 (2022)                        | 109                | modifier les données · modifier les données |
| Alzing                      | 57016      | 57320             | Forbach-Boulay-Moselle    | Bouzonville            | CC Bouzonvillois - Trois Frontières  | 4,54             | 401 (2022)                        | 88                 | modifier les données · modifier les données |
| Amanvillers                 | 57017      | 57865             | Metz                      | Rombas                 | Eurométropole de Metz                | 9,76             | 2 154 (2022)                      | 221                | modifier les données · modifier les données |
| Amelécourt                  | 57018      | 57170             | Sarrebourg-Château-Salins | Le Saulnois            | CC du Saulnois                       | 7,56             | 116 (2022)                        | 15                 | modifier les données · modifier les données |
| Amnéville                   | 57019      | 57360             | Metz                      | Rombas                 | CC du Pays Orne-Moselle              | 10,46            | 10 853 (2022)                     | 1 038              | modifier les données · modifier les données |
| Ancerville                  | 57020      | 57580             | Metz                      | Faulquemont            | CC du Sud Messin                     | 5,23             | 299 (2022)                        | 57                 | modifier les données · modifier les données |
| Ancy-Dornot                 | 57021      | 57130             | Metz                      | Les Coteaux de Moselle | CC Mad et Moselle                    | 10,25            | 1 474 (2022)                      | 144                | modifier les données · modifier les données |
| Angevillers                 | 57022      | 57440             | Thionville                | Algrange               | CA Portes de France-Thionville       | 8,71             | 1 357 (2022)                      | 156                | modifier les données · modifier les données |
| Antilly                     | 57024      | 57640             | Metz                      | Le Pays Messin         | CC Rives de Moselle                  | 4,74             | 195 (2022)                        | 41                 | modifier les données · modifier les données |
| Anzeling                    | 57025      | 57320             | Forbach-Boulay-Moselle    | Bouzonville            | CC Bouzonvillois - Trois Frontières  | 5,92             | 480 (2022)                        | 81                 | modifier les données · modifier les données |
| Apach                       | 57026      | 57480             | Thionville                | Bouzonville            | CC Bouzonvillois - Trois Frontières  | 3,35             | 1 072 (2022)                      | 320                | modifier les données · modifier les données |
| Argancy                     | 57028      | 57640             | Metz                      | Le Pays Messin         | CC Rives de Moselle                  | 11,45            | 1 334 (2022)                      | 117                | modifier les données · modifier les données |
| Arraincourt                 | 57027      | 57380             | Forbach-Boulay-Moselle    | Faulquemont            | CC du District Urbain de Faulquemont | 4,74             | 123 (2022)                        | 26                 | modifier les données · modifier les données |
| Arriance                    | 57029      | 57580             | Forbach-Boulay-Moselle    | Faulquemont            | CC du District Urbain de Faulquemont | 6,98             | 216 (2022)                        | 31                 | modifier les données · modifier les données |
| Arry                        | 57030      | 57680             | Metz                      | Les Coteaux de Moselle | CC Mad et Moselle                    | 6,88             | 532 (2022)                        | 77                 | modifier les données · modifier les données |
| Ars-Laquenexy               | 57031      | 57530             | Metz                      | Le Pays Messin         | Eurométropole de Metz                | 6,25             | 938 (2022)                        | 150                | modifier les données · modifier les données |
| Ars-sur-Moselle             | 57032      | 57130             | Metz                      | Les Coteaux de Moselle | Eurométropole de Metz                | 11,60            | 4 645 (2022)                      | 400                | modifier les données · modifier les données |
| Arzviller                   | 57033      | 57405             | Sarrebourg-Château-Salins | Phalsbourg             | CC du Pays de Phalsbourg             | 5,21             | 523 (2022)                        | 100                | modifier les données · modifier les données |
| Aspach                      | 57034      | 57790             | Sarrebourg-Château-Salins | Phalsbourg             | CC de Sarrebourg - Moselle Sud       | 4,13             | 37 (2022)                         | 9,0                | modifier les données · modifier les données |
| Assenoncourt                | 57035      | 57260             | Sarrebourg-Château-Salins | Sarrebourg             | CC de Sarrebourg - Moselle Sud       | 16,69            | 114 (2022)                        | 6,8                | modifier les données · modifier les données |
| Attilloncourt               | 57036      | 57170             | Sarrebourg-Château-Salins | Le Saulnois            | CC du Saulnois                       | 3,37             | 99 (2022)                         | 29                 | modifier les données · modifier les données |
| Aube                        | 57037      | 57580             | Metz                      | Faulquemont            | CC du Sud Messin                     | 5,31             | 266 (2022)                        | 50                 | modifier les données · modifier les données |
| Audun-le-Tiche              | 57038      | 57390             | Thionville                | Algrange               | CC du Pays Haut Val d'Alzette        | 15,43            | 7 268 (2022)                      | 471                | modifier les données · modifier les données |
| Augny                       | 57039      | 57685             | Metz                      | Les Coteaux de Moselle | Eurométropole de Metz                | 14,98            | 2 127 (2022)                      | 142                | modifier les données · modifier les données |
| Aulnois-sur-Seille          | 57040      | 57590             | Sarrebourg-Château-Salins | Le Saulnois            | CC du Saulnois                       | 5,09             | 308 (2022)                        | 61                 | modifier les données · modifier les données |
| Aumetz                      | 57041      | 57710             | Thionville                | Algrange               | CC du Pays Haut Val d'Alzette        | 10,35            | 2 401 (2022)                      | 232                | modifier les données · modifier les données |
| Avricourt                   | 57042      | 57810             | Sarrebourg-Château-Salins | Sarrebourg             | CC de Sarrebourg - Moselle Sud       | 10,32            | 578 (2022)                        | 56                 | modifier les données · modifier les données |
| Ay-sur-Moselle              | 57043      | 57300             | Metz                      | Le Pays Messin         | CC Rives de Moselle                  | 4,69             | 1 614 (2022)                      | 344                | modifier les données · modifier les données |
| Azoudange                   | 57044      | 57810             | Sarrebourg-Château-Salins | Sarrebourg             | CC de Sarrebourg - Moselle Sud       | 15,73            | 101 (2022)                        | 6,4                | modifier les données · modifier les données |
| Bacourt                     | 57045      | 57590             | Sarrebourg-Château-Salins | Le Saulnois            | CC du Saulnois                       | 3,89             | 113 (2022)                        | 29                 | modifier les données · modifier les données |
| Baerenthal                  | 57046      | 57230             | Sarreguemines             | Bitche                 | CC du Pays de Bitche                 | 39,19            | 742 (2022)                        | 19                 | modifier les données · modifier les données |
| Bambiderstroff              | 57047      | 57690             | Forbach-Boulay-Moselle    | Faulquemont            | CC du District Urbain de Faulquemont | 11,05            | 1 024 (2022)                      | 93                 | modifier les données · modifier les données |
| Le Ban-Saint-Martin         | 57049      | 57050             | Metz                      | Montigny-lès-Metz      | Eurométropole de Metz                | 1,59             | 4 637 (2022)                      | 2 916              | modifier les données · modifier les données |
| Bannay                      | 57048      | 57220             | Forbach-Boulay-Moselle    | Boulay-Moselle         | CC de la Houve et du Pays Boulageois | 4,11             | 75 (2022)                         | 18                 | modifier les données · modifier les données |
| Barchain                    | 57050      | 57830             | Sarrebourg-Château-Salins | Phalsbourg             | CC de Sarrebourg - Moselle Sud       | 1,70             | 101 (2022)                        | 59                 | modifier les données · modifier les données |
| Baronville                  | 57051      | 57340             | Forbach-Boulay-Moselle    | Sarralbe               | CA Saint-Avold Synergie              | 6,18             | 369 (2022)                        | 60                 | modifier les données · modifier les données |
| Barst                       | 57052      | 57450             | Forbach-Boulay-Moselle    | Freyming-Merlebach     | CC de Freyming-Merlebach             | 5,79             | 571 (2022)                        | 99                 | modifier les données · modifier les données |
| Basse-Ham                   | 57287      | 57970             | Thionville                | Metzervisse            | CA Portes de France-Thionville       | 10,05            | 2 318 (2022)                      | 231                | modifier les données · modifier les données |
| Basse-Rentgen               | 57574      | 57570             | Thionville                | Yutz                   | CC de Cattenom et environs           | 10,46            | 525 (2022)                        | 50                 | modifier les données · modifier les données |
| Bassing                     | 57053      | 57260             | Sarrebourg-Château-Salins | Le Saulnois            | CC du Saulnois                       | 6,30             | 107 (2022)                        | 17                 | modifier les données · modifier les données |
| Baudrecourt                 | 57054      | 57580             | Sarrebourg-Château-Salins | Le Saulnois            | CC du Saulnois                       | 5,07             | 176 (2022)                        | 35                 | modifier les données · modifier les données |
| Bazoncourt                  | 57055      | 57530             | Metz                      | Le Pays Messin         | CC Haut Chemin - Pays de Pange       | 13,21            | 542 (2022)                        | 41                 | modifier les données · modifier les données |
| Bébing                      | 57056      | 57830             | Sarrebourg-Château-Salins | Sarrebourg             | CC de Sarrebourg - Moselle Sud       | 9,57             | 189 (2022)                        | 20                 | modifier les données · modifier les données |
| Béchy                       | 57057      | 57580             | Metz                      | Faulquemont            | CC du Sud Messin                     | 9,57             | 614 (2022)                        | 64                 | modifier les données · modifier les données |
| Behren-lès-Forbach          | 57058      | 57460             | Forbach-Boulay-Moselle    | Stiring-Wendel         | CA de Forbach Porte de France        | 5,54             | 6 299 (2022)                      | 1 137              | modifier les données · modifier les données |
| Bellange                    | 57059      | 57340             | Sarrebourg-Château-Salins | Le Saulnois            | CC du Saulnois                       | 3,83             | 57 (2022)                         | 15                 | modifier les données · modifier les données |
| Belles-Forêts               | 57086      | 57930             | Sarrebourg-Château-Salins | Sarrebourg             | CC de Sarrebourg - Moselle Sud       | 26,57            | 231 (2022)                        | 8,7                | modifier les données · modifier les données |
| Bénestroff                  | 57060      | 57670             | Sarrebourg-Château-Salins | Le Saulnois            | CC du Saulnois                       | 9,56             | 518 (2022)                        | 54                 | modifier les données · modifier les données |
| Béning-lès-Saint-Avold      | 57061      | 57800             | Forbach-Boulay-Moselle    | Freyming-Merlebach     | CC de Freyming-Merlebach             | 3,69             | 1 133 (2022)                      | 307                | modifier les données · modifier les données |
| Berg-sur-Moselle            | 57062      | 57570             | Thionville                | Yutz                   | CC de Cattenom et environs           | 2,91             | 457 (2022)                        | 157                | modifier les données · modifier les données |
| Bérig-Vintrange             | 57063      | 57660             | Forbach-Boulay-Moselle    | Sarralbe               | CA Saint-Avold Synergie              | 8,52             | 213 (2022)                        | 25                 | modifier les données · modifier les données |
| Berling                     | 57064      | 57370             | Sarrebourg-Château-Salins | Phalsbourg             | CC du Pays de Phalsbourg             | 3,15             | 295 (2022)                        | 94                 | modifier les données · modifier les données |
| Bermering                   | 57065      | 57340             | Sarrebourg-Château-Salins | Le Saulnois            | CC du Saulnois                       | 5,73             | 201 (2022)                        | 35                 | modifier les données · modifier les données |
| Berthelming                 | 57066      | 57930             | Sarrebourg-Château-Salins | Sarrebourg             | CC de Sarrebourg - Moselle Sud       | 10,67            | 508 (2022)                        | 48                 | modifier les données · modifier les données |
| Bertrange                   | 57067      | 57310             | Thionville                | Metzervisse            | CC de l'Arc mosellan                 | 6,82             | 2 900 (2022)                      | 425                | modifier les données · modifier les données |
| Berviller-en-Moselle        | 57069      | 57550             | Forbach-Boulay-Moselle    | Bouzonville            | CC de la Houve et du Pays Boulageois | 5,52             | 462 (2022)                        | 84                 | modifier les données · modifier les données |
| Bettange                    | 57070      | 57220             | Forbach-Boulay-Moselle    | Boulay-Moselle         | CC de la Houve et du Pays Boulageois | 3,73             | 244 (2022)                        | 65                 | modifier les données · modifier les données |
| Bettborn                    | 57071      | 57930             | Sarrebourg-Château-Salins | Sarrebourg             | CC de Sarrebourg - Moselle Sud       | 6,57             | 397 (2022)                        | 60                 | modifier les données · modifier les données |
| Bettelainville              | 57072      | 57640             | Thionville                | Metzervisse            | CC de l'Arc mosellan                 | 13,71            | 624 (2022)                        | 46                 | modifier les données · modifier les données |
| Betting                     | 57073      | 57800             | Forbach-Boulay-Moselle    | Freyming-Merlebach     | CC de Freyming-Merlebach             | 4,45             | 860 (2022)                        | 193                | modifier les données · modifier les données |
| Bettviller                  | 57074      | 57410             | Sarreguemines             | Bitche                 | CC du Pays de Bitche                 | 18,41            | 819 (2022)                        | 44                 | modifier les données · modifier les données |
| Beux                        | 57075      | 57580             | Metz                      | Faulquemont            | CC du Sud Messin                     | 5,03             | 297 (2022)                        | 59                 | modifier les données · modifier les données |
| Beyren-lès-Sierck           | 57076      | 57570             | Thionville                | Yutz                   | CC de Cattenom et environs           | 9,28             | 528 (2022)                        | 57                 | modifier les données · modifier les données |
| Bezange-la-Petite           | 57077      | 57630             | Sarrebourg-Château-Salins | Le Saulnois            | CC du Saulnois                       | 7,93             | 94 (2022)                         | 12                 | modifier les données · modifier les données |
| Bibiche                     | 57079      | 57320             | Forbach-Boulay-Moselle    | Bouzonville            | CC Bouzonvillois - Trois Frontières  | 12,52            | 433 (2022)                        | 35                 | modifier les données · modifier les données |
| Bickenholtz                 | 57080      | 57635             | Sarrebourg-Château-Salins | Sarrebourg             | CC de Sarrebourg - Moselle Sud       | 2,46             | 85 (2022)                         | 35                 | modifier les données · modifier les données |
| Bidestroff                  | 57081      | 57260             | Sarrebourg-Château-Salins | Le Saulnois            | CC du Saulnois                       | 7,95             | 121 (2022)                        | 15                 | modifier les données · modifier les données |
| Biding                      | 57082      | 57660             | Forbach-Boulay-Moselle    | Sarralbe               | CA Saint-Avold Synergie              | 6,72             | 339 (2022)                        | 50                 | modifier les données · modifier les données |
| Bining                      | 57083      | 57410             | Sarreguemines             | Bitche                 | CC du Pays de Bitche                 | 15,91            | 1 173 (2022)                      | 74                 | modifier les données · modifier les données |
| Bioncourt                   | 57084      | 57170             | Sarrebourg-Château-Salins | Le Saulnois            | CC du Saulnois                       | 8,21             | 300 (2022)                        | 37                 | modifier les données · modifier les données |
| Bionville-sur-Nied          | 57085      | 57220             | Forbach-Boulay-Moselle    | Boulay-Moselle         | CC de la Houve et du Pays Boulageois | 8,43             | 393 (2022)                        | 47                 | modifier les données · modifier les données |
| Bisten-en-Lorraine          | 57087      | 57220             | Forbach-Boulay-Moselle    | Boulay-Moselle         | CC du Warndt                         | 4,48             | 249 (2022)                        | 56                 | modifier les données · modifier les données |
| Bistroff                    | 57088      | 57660             | Forbach-Boulay-Moselle    | Sarralbe               | CA Saint-Avold Synergie              | 19,28            | 312 (2022)                        | 16                 | modifier les données · modifier les données |
| Bitche                      | 57089      | 57230             | Sarreguemines             | Bitche                 | CC du Pays de Bitche                 | 41,13            | 4 899 (2022)                      | 119                | modifier les données · modifier les données |
| Blanche-Église              | 57090      | 57260             | Sarrebourg-Château-Salins | Le Saulnois            | CC du Saulnois                       | 6,89             | 105 (2022)                        | 15                 | modifier les données · modifier les données |
| Blies-Ébersing              | 57092      | 57200             | Sarreguemines             | Sarreguemines          | CA Sarreguemines Confluences         | 5,24             | 600 (2022)                        | 115                | modifier les données · modifier les données |
| Blies-Guersviller           | 57093      | 57200             | Sarreguemines             | Sarreguemines          | CA Sarreguemines Confluences         | 3,60             | 651 (2022)                        | 181                | modifier les données · modifier les données |
| Bliesbruck                  | 57091      | 57200             | Sarreguemines             | Sarreguemines          | CA Sarreguemines Confluences         | 10,88            | 976 (2022)                        | 90                 | modifier les données · modifier les données |
| Boucheporn                  | 57095      | 57220             | Forbach-Boulay-Moselle    | Faulquemont            | CC du District Urbain de Faulquemont | 6,65             | 566 (2022)                        | 85                 | modifier les données · modifier les données |
| Boulange                    | 57096      | 57655             | Thionville                | Algrange               | CC du Pays Haut Val d'Alzette        | 12,78            | 2 431 (2022)                      | 190                | modifier les données · modifier les données |
| Boulay-Moselle              | 57097      | 57220             | Forbach-Boulay-Moselle    | Boulay-Moselle         | CC de la Houve et du Pays Boulageois | 19,55            | 5 479 (2022)                      | 280                | modifier les données · modifier les données |
| Bourdonnay                  | 57099      | 57810             | Sarrebourg-Château-Salins | Le Saulnois            | CC du Saulnois                       | 17,40            | 246 (2022)                        | 14                 | modifier les données · modifier les données |
| Bourgaltroff                | 57098      | 57260             | Sarrebourg-Château-Salins | Le Saulnois            | CC du Saulnois                       | 9,75             | 226 (2022)                        | 23                 | modifier les données · modifier les données |
| Bourscheid                  | 57100      | 57370             | Sarrebourg-Château-Salins | Phalsbourg             | CC du Pays de Phalsbourg             | 3,99             | 175 (2022)                        | 44                 | modifier les données · modifier les données |
| Bousbach                    | 57101      | 57460             | Forbach-Boulay-Moselle    | Stiring-Wendel         | CA de Forbach Porte de France        | 5,91             | 1 188 (2022)                      | 201                | modifier les données · modifier les données |
| Bousse                      | 57102      | 57310             | Thionville                | Metzervisse            | CC de l'Arc mosellan                 | 8,81             | 3 254 (2022)                      | 369                | modifier les données · modifier les données |
| Bousseviller                | 57103      | 57230             | Sarreguemines             | Bitche                 | CC du Pays de Bitche                 | 4,01             | 115 (2022)                        | 29                 | modifier les données · modifier les données |
| Boust                       | 57104      | 57570             | Thionville                | Yutz                   | CC de Cattenom et environs           | 7,01             | 1 159 (2022)                      | 165                | modifier les données · modifier les données |
| Boustroff                   | 57105      | 57380             | Forbach-Boulay-Moselle    | Sarralbe               | CA Saint-Avold Synergie              | 3,47             | 152 (2022)                        | 44                 | modifier les données · modifier les données |
| Bouzonville                 | 57106      | 57320             | Forbach-Boulay-Moselle    | Bouzonville            | CC Bouzonvillois - Trois Frontières  | 13,90            | 3 824 (2022)                      | 275                | modifier les données · modifier les données |
| Bréhain                     | 57107      | 57340             | Sarrebourg-Château-Salins | Le Saulnois            | CC du Saulnois                       | 3,59             | 100 (2022)                        | 28                 | modifier les données · modifier les données |
| Breidenbach                 | 57108      | 57720             | Sarreguemines             | Bitche                 | CC du Pays de Bitche                 | 10,89            | 310 (2022)                        | 28                 | modifier les données · modifier les données |
| Breistroff-la-Grande        | 57109      | 57570             | Thionville                | Yutz                   | CC de Cattenom et environs           | 10,63            | 853 (2022)                        | 80                 | modifier les données · modifier les données |
| Brettnach                   | 57110      | 57320             | Forbach-Boulay-Moselle    | Bouzonville            | CC Bouzonvillois - Trois Frontières  | 5,90             | 430 (2022)                        | 73                 | modifier les données · modifier les données |
| Bronvaux                    | 57111      | 57535             | Metz                      | Rombas                 | CC du Pays Orne-Moselle              | 1,57             | 504 (2022)                        | 321                | modifier les données · modifier les données |
| Brouck                      | 57112      | 57220             | Forbach-Boulay-Moselle    | Boulay-Moselle         | CC de la Houve et du Pays Boulageois | 2,98             | 81 (2022)                         | 27                 | modifier les données · modifier les données |
| Brouderdorff                | 57113      | 57565             | Sarrebourg-Château-Salins | Phalsbourg             | CC de Sarrebourg - Moselle Sud       | 4,75             | 971 (2022)                        | 204                | modifier les données · modifier les données |
| Brouviller                  | 57114      | 57635             | Sarrebourg-Château-Salins | Phalsbourg             | CC du Pays de Phalsbourg             | 11,24            | 420 (2022)                        | 37                 | modifier les données · modifier les données |
| Brulange                    | 57115      | 57340             | Forbach-Boulay-Moselle    | Sarralbe               | CA Saint-Avold Synergie              | 5,85             | 99 (2022)                         | 17                 | modifier les données · modifier les données |
| Buchy                       | 57116      | 57420             | Metz                      | Faulquemont            | CC du Sud Messin                     | 3,58             | 98 (2022)                         | 27                 | modifier les données · modifier les données |
| Buding                      | 57117      | 57920             | Thionville                | Metzervisse            | CC de l'Arc mosellan                 | 6,36             | 567 (2022)                        | 89                 | modifier les données · modifier les données |
| Budling                     | 57118      | 57970             | Thionville                | Metzervisse            | CC de l'Arc mosellan                 | 5,73             | 160 (2022)                        | 28                 | modifier les données · modifier les données |
| Buhl-Lorraine               | 57119      | 57400             | Sarrebourg-Château-Salins | Sarrebourg             | CC de Sarrebourg - Moselle Sud       | 11,20            | 1 191 (2022)                      | 106                | modifier les données · modifier les données |
| Burlioncourt                | 57120      | 57170             | Sarrebourg-Château-Salins | Le Saulnois            | CC du Saulnois                       | 7,36             | 123 (2022)                        | 17                 | modifier les données · modifier les données |
| Burtoncourt                 | 57121      | 57220             | Metz                      | Le Pays Messin         | CC Haut Chemin - Pays de Pange       | 5,11             | 226 (2022)                        | 44                 | modifier les données · modifier les données |
| Cappel                      | 57122      | 57450             | Forbach-Boulay-Moselle    | Freyming-Merlebach     | CC de Freyming-Merlebach             | 5,97             | 679 (2022)                        | 114                | modifier les données · modifier les données |
| Carling                     | 57123      | 57490             | Forbach-Boulay-Moselle    | Saint-Avold            | CA Saint-Avold Synergie              | 2,67             | 3 332 (2022)                      | 1 248              | modifier les données · modifier les données |
| Cattenom                    | 57124      | 57570             | Thionville                | Yutz                   | CC de Cattenom et environs           | 25,53            | 2 593 (2022)                      | 102                | modifier les données · modifier les données |
| Chailly-lès-Ennery          | 57125      | 57365             | Metz                      | Le Pays Messin         | CC Rives de Moselle                  | 7,29             | 404 (2022)                        | 55                 | modifier les données · modifier les données |
| Chambrey                    | 57126      | 57170             | Sarrebourg-Château-Salins | Le Saulnois            | CC du Saulnois                       | 14,39            | 317 (2022)                        | 22                 | modifier les données · modifier les données |
| Chanville                   | 57127      | 57580             | Metz                      | Faulquemont            | CC du Sud Messin                     | 3,89             | 149 (2022)                        | 38                 | modifier les données · modifier les données |
| Charleville-sous-Bois       | 57128      | 57220             | Metz                      | Le Pays Messin         | CC Haut Chemin - Pays de Pange       | 12,82            | 285 (2022)                        | 22                 | modifier les données · modifier les données |
| Charly-Oradour              | 57129      | 57640             | Metz                      | Le Pays Messin         | CC Rives de Moselle                  | 6,77             | 793 (2022)                        | 117                | modifier les données · modifier les données |
| Château-Bréhain             | 57130      | 57340             | Sarrebourg-Château-Salins | Le Saulnois            | CC du Saulnois                       | 6,11             | 70 (2022)                         | 11                 | modifier les données · modifier les données |
| Château-Rouge               | 57131      | 57320             | Forbach-Boulay-Moselle    | Bouzonville            | CC de la Houve et du Pays Boulageois | 4,32             | 297 (2022)                        | 69                 | modifier les données · modifier les données |
| Château-Salins              | 57132      | 57170             | Sarrebourg-Château-Salins | Le Saulnois            | CC du Saulnois                       | 10,76            | 2 294 (2022)                      | 213                | modifier les données · modifier les données |
| Château-Voué                | 57133      | 57170             | Sarrebourg-Château-Salins | Le Saulnois            | CC du Saulnois                       | 7,47             | 106 (2022)                        | 14                 | modifier les données · modifier les données |
| Châtel-Saint-Germain        | 57134      | 57160             | Metz                      | Les Coteaux de Moselle | Eurométropole de Metz                | 12,88            | 1 869 (2022)                      | 145                | modifier les données · modifier les données |
| Chémery-les-Deux            | 57136      | 57320             | Forbach-Boulay-Moselle    | Bouzonville            | CC Bouzonvillois - Trois Frontières  | 10,03            | 592 (2022)                        | 59                 | modifier les données · modifier les données |
| Cheminot                    | 57137      | 57420             | Metz                      | Faulquemont            | CC du Sud Messin                     | 11,50            | 824 (2022)                        | 72                 | modifier les données · modifier les données |
| Chenois                     | 57138      | 57580             | Sarrebourg-Château-Salins | Le Saulnois            | CC du Saulnois                       | 3,62             | 80 (2022)                         | 22                 | modifier les données · modifier les données |
| Chérisey                    | 57139      | 57420             | Metz                      | Faulquemont            | CC du Sud Messin                     | 5,07             | 276 (2022)                        | 54                 | modifier les données · modifier les données |
| Chesny                      | 57140      | 57245             | Metz                      | Le Pays Messin         | Eurométropole de Metz                | 4,34             | 557 (2022)                        | 128                | modifier les données · modifier les données |
| Chicourt                    | 57141      | 57590             | Sarrebourg-Château-Salins | Le Saulnois            | CC du Saulnois                       | 5,52             | 89 (2022)                         | 16                 | modifier les données · modifier les données |
| Chieulles                   | 57142      | 57070             | Metz                      | Le Pays Messin         | Eurométropole de Metz                | 2,61             | 413 (2022)                        | 158                | modifier les données · modifier les données |
| Clouange                    | 57143      | 57185             | Thionville                | Hayange                | CC du Pays Orne-Moselle              | 3,01             | 3 591 (2022)                      | 1 193              | modifier les données · modifier les données |
| Cocheren                    | 57144      | 57800             | Forbach-Boulay-Moselle    | Forbach                | CA de Forbach Porte de France        | 5,62             | 3 351 (2022)                      | 596                | modifier les données · modifier les données |
| Coin-lès-Cuvry              | 57146      | 57420             | Metz                      | Les Coteaux de Moselle | Eurométropole de Metz                | 6,65             | 817 (2022)                        | 123                | modifier les données · modifier les données |
| Coin-sur-Seille             | 57147      | 57420             | Metz                      | Les Coteaux de Moselle | Eurométropole de Metz                | 3,31             | 334 (2022)                        | 101                | modifier les données · modifier les données |
| Coincy                      | 57145      | 57530             | Metz                      | Le Pays Messin         | CC Haut Chemin - Pays de Pange       | 7,15             | 326 (2022)                        | 46                 | modifier les données · modifier les données |
| Colligny-Maizery            | 57148      | 57530             | Metz                      | Le Pays Messin         | CC Haut Chemin - Pays de Pange       | 6,77             | 564 (2022)                        | 83                 | modifier les données · modifier les données |
| Colmen                      | 57149      | 57320             | Forbach-Boulay-Moselle    | Bouzonville            | CC Bouzonvillois - Trois Frontières  | 4,82             | 207 (2022)                        | 43                 | modifier les données · modifier les données |
| Condé-Northen               | 57150      | 57220             | Forbach-Boulay-Moselle    | Boulay-Moselle         | CC de la Houve et du Pays Boulageois | 10,92            | 722 (2022)                        | 66                 | modifier les données · modifier les données |
| Conthil                     | 57151      | 57340             | Sarrebourg-Château-Salins | Le Saulnois            | CC du Saulnois                       | 9,31             | 136 (2022)                        | 15                 | modifier les données · modifier les données |
| Contz-les-Bains             | 57152      | 57480             | Thionville                | Bouzonville            | CC de Cattenom et environs           | 3,19             | 524 (2022)                        | 164                | modifier les données · modifier les données |
| Corny-sur-Moselle           | 57153      | 57680             | Metz                      | Les Coteaux de Moselle | CC Mad et Moselle                    | 8,20             | 2 155 (2022)                      | 263                | modifier les données · modifier les données |
| Coume                       | 57154      | 57220             | Forbach-Boulay-Moselle    | Boulay-Moselle         | CC de la Houve et du Pays Boulageois | 14,90            | 601 (2022)                        | 40                 | modifier les données · modifier les données |
| Courcelles-Chaussy          | 57155      | 57530             | Metz                      | Le Pays Messin         | CC Haut Chemin - Pays de Pange       | 19,02            | 3 005 (2022)                      | 158                | modifier les données · modifier les données |
| Courcelles-sur-Nied         | 57156      | 57530             | Metz                      | Le Pays Messin         | CC Haut Chemin - Pays de Pange       | 5,06             | 1 188 (2022)                      | 235                | modifier les données · modifier les données |
| Craincourt                  | 57158      | 57590             | Sarrebourg-Château-Salins | Le Saulnois            | CC du Saulnois                       | 9,06             | 228 (2022)                        | 25                 | modifier les données · modifier les données |
| Créhange                    | 57159      | 57690             | Forbach-Boulay-Moselle    | Faulquemont            | CC du District Urbain de Faulquemont | 10,46            | 3 745 (2022)                      | 358                | modifier les données · modifier les données |
| Creutzwald                  | 57160      | 57150             | Forbach-Boulay-Moselle    | Boulay-Moselle         | CC du Warndt                         | 26,72            | 12 389 (2022)                     | 464                | modifier les données · modifier les données |
| Cutting                     | 57161      | 57260             | Sarrebourg-Château-Salins | Le Saulnois            | CC du Saulnois                       | 5,62             | 101 (2022)                        | 18                 | modifier les données · modifier les données |
| Cuvry                       | 57162      | 57420             | Metz                      | Les Coteaux de Moselle | Eurométropole de Metz                | 5,44             | 1 040 (2022)                      | 191                | modifier les données · modifier les données |
| Dabo                        | 57163      | 57850             | Sarrebourg-Château-Salins | Phalsbourg             | CC du Pays de Phalsbourg             | 48,12            | 2 367 (2022)                      | 49                 | modifier les données · modifier les données |
| Dalem                       | 57165      | 57550             | Forbach-Boulay-Moselle    | Bouzonville            | CC de la Houve et du Pays Boulageois | 7,32             | 698 (2022)                        | 95                 | modifier les données · modifier les données |
| Dalhain                     | 57166      | 57340             | Sarrebourg-Château-Salins | Le Saulnois            | CC du Saulnois                       | 4,83             | 98 (2022)                         | 20                 | modifier les données · modifier les données |
| Dalstein                    | 57167      | 57320             | Forbach-Boulay-Moselle    | Bouzonville            | CC Bouzonvillois - Trois Frontières  | 3,97             | 378 (2022)                        | 95                 | modifier les données · modifier les données |
| Danne-et-Quatre-Vents       | 57168      | 57370             | Sarrebourg-Château-Salins | Phalsbourg             | CC du Pays de Phalsbourg             | 7,20             | 671 (2022)                        | 93                 | modifier les données · modifier les données |
| Dannelbourg                 | 57169      | 57820             | Sarrebourg-Château-Salins | Phalsbourg             | CC du Pays de Phalsbourg             | 2,95             | 506 (2022)                        | 172                | modifier les données · modifier les données |
| Delme                       | 57171      | 57590             | Sarrebourg-Château-Salins | Le Saulnois            | CC du Saulnois                       | 5,09             | 1 150 (2022)                      | 226                | modifier les données · modifier les données |
| Denting                     | 57172      | 57220             | Forbach-Boulay-Moselle    | Boulay-Moselle         | CC de la Houve et du Pays Boulageois | 9,67             | 273 (2022)                        | 28                 | modifier les données · modifier les données |
| Desseling                   | 57173      | 57260             | Sarrebourg-Château-Salins | Sarrebourg             | CC de Sarrebourg - Moselle Sud       | 5,05             | 99 (2022)                         | 20                 | modifier les données · modifier les données |
| Destry                      | 57174      | 57340             | Forbach-Boulay-Moselle    | Sarralbe               | CA Saint-Avold Synergie              | 6,93             | 110 (2022)                        | 16                 | modifier les données · modifier les données |
| Diane-Capelle               | 57175      | 57830             | Sarrebourg-Château-Salins | Sarrebourg             | CC de Sarrebourg - Moselle Sud       | 6,07             | 244 (2022)                        | 40                 | modifier les données · modifier les données |
| Diebling                    | 57176      | 57980             | Forbach-Boulay-Moselle    | Stiring-Wendel         | CA de Forbach Porte de France        | 7,84             | 1 670 (2022)                      | 213                | modifier les données · modifier les données |
| Diesen                      | 57765      | 57890             | Forbach-Boulay-Moselle    | Saint-Avold            | CA Saint-Avold Synergie              | 5,47             | 1 029 (2022)                      | 188                | modifier les données · modifier les données |
| Dieuze                      | 57177      | 57260             | Sarrebourg-Château-Salins | Le Saulnois            | CC du Saulnois                       | 9,35             | 2 792 (2022)                      | 299                | modifier les données · modifier les données |
| Diffembach-lès-Hellimer     | 57178      | 57660             | Forbach-Boulay-Moselle    | Sarralbe               | CA Saint-Avold Synergie              | 5,79             | 361 (2022)                        | 62                 | modifier les données · modifier les données |
| Distroff                    | 57179      | 57925             | Thionville                | Metzervisse            | CC de l'Arc mosellan                 | 7,93             | 1 853 (2022)                      | 234                | modifier les données · modifier les données |
| Dolving                     | 57180      | 57400             | Sarrebourg-Château-Salins | Sarrebourg             | CC de Sarrebourg - Moselle Sud       | 6,66             | 341 (2022)                        | 51                 | modifier les données · modifier les données |
| Domnom-lès-Dieuze           | 57181      | 57260             | Sarrebourg-Château-Salins | Le Saulnois            | CC du Saulnois                       | 6,63             | 97 (2022)                         | 15                 | modifier les données · modifier les données |
| Donjeux                     | 57182      | 57590             | Sarrebourg-Château-Salins | Le Saulnois            | CC du Saulnois                       | 3,25             | 93 (2022)                         | 29                 | modifier les données · modifier les données |
| Donnelay                    | 57183      | 57810             | Sarrebourg-Château-Salins | Le Saulnois            | CC du Saulnois                       | 13,02            | 190 (2022)                        | 15                 | modifier les données · modifier les données |
| Ébersviller                 | 57186      | 57320             | Forbach-Boulay-Moselle    | Bouzonville            | CC Bouzonvillois - Trois Frontières  | 14,07            | 963 (2022)                        | 68                 | modifier les données · modifier les données |
| Éblange                     | 57187      | 57220             | Forbach-Boulay-Moselle    | Boulay-Moselle         | CC de la Houve et du Pays Boulageois | 3,32             | 363 (2022)                        | 109                | modifier les données · modifier les données |
| Éguelshardt                 | 57188      | 57230             | Sarreguemines             | Bitche                 | CC du Pays de Bitche                 | 16,80            | 443 (2022)                        | 26                 | modifier les données · modifier les données |
| Eincheville                 | 57189      | 57340             | Forbach-Boulay-Moselle    | Sarralbe               | CA Saint-Avold Synergie              | 6,78             | 223 (2022)                        | 33                 | modifier les données · modifier les données |
| Elvange                     | 57190      | 57690             | Forbach-Boulay-Moselle    | Faulquemont            | CC du District Urbain de Faulquemont | 7,12             | 419 (2022)                        | 59                 | modifier les données · modifier les données |
| Elzange                     | 57191      | 57970             | Thionville                | Metzervisse            | CC de l'Arc mosellan                 | 4,01             | 672 (2022)                        | 168                | modifier les données · modifier les données |
| Enchenberg                  | 57192      | 57415             | Sarreguemines             | Bitche                 | CC du Pays de Bitche                 | 9,73             | 1 210 (2022)                      | 124                | modifier les données · modifier les données |
| Ennery                      | 57193      | 57365             | Metz                      | Le Pays Messin         | CC Rives de Moselle                  | 7,24             | 2 313 (2022)                      | 319                | modifier les données · modifier les données |
| Entrange                    | 57194      | 57330             | Thionville                | Yutz                   | CC de Cattenom et environs           | 3,99             | 1 202 (2022)                      | 301                | modifier les données · modifier les données |
| Epping                      | 57195      | 57720             | Sarreguemines             | Bitche                 | CC du Pays de Bitche                 | 10,65            | 566 (2022)                        | 53                 | modifier les données · modifier les données |
| Erching                     | 57196      | 57720             | Sarreguemines             | Bitche                 | CC du Pays de Bitche                 | 6,76             | 418 (2022)                        | 62                 | modifier les données · modifier les données |
| Ernestviller                | 57197      | 57510             | Sarreguemines             | Sarralbe               | CA Sarreguemines Confluences         | 4,44             | 506 (2022)                        | 114                | modifier les données · modifier les données |
| Erstroff                    | 57198      | 57660             | Forbach-Boulay-Moselle    | Sarralbe               | CA Saint-Avold Synergie              | 5,05             | 189 (2022)                        | 37                 | modifier les données · modifier les données |
| Escherange                  | 57199      | 57330             | Thionville                | Yutz                   | CC de Cattenom et environs           | 13,18            | 697 (2022)                        | 53                 | modifier les données · modifier les données |
| Les Étangs                  | 57200      | 57530             | Metz                      | Le Pays Messin         | CC Haut Chemin - Pays de Pange       | 6,05             | 412 (2022)                        | 68                 | modifier les données · modifier les données |
| Etting                      | 57201      | 57412             | Sarreguemines             | Bitche                 | CC du Pays de Bitche                 | 7,06             | 714 (2022)                        | 101                | modifier les données · modifier les données |
| Etzling                     | 57202      | 57460             | Forbach-Boulay-Moselle    | Stiring-Wendel         | CA de Forbach Porte de France        | 4,94             | 1 135 (2022)                      | 230                | modifier les données · modifier les données |
| Évrange                     | 57203      | 57570             | Thionville                | Yutz                   | CC de Cattenom et environs           | 2,25             | 227 (2022)                        | 101                | modifier les données · modifier les données |
| Failly                      | 57204      | 57640             | Metz                      | Le Pays Messin         | CC Haut Chemin - Pays de Pange       | 6,74             | 542 (2022)                        | 80                 | modifier les données · modifier les données |
| Falck                       | 57205      | 57550             | Forbach-Boulay-Moselle    | Bouzonville            | CC de la Houve et du Pays Boulageois | 6,07             | 2 516 (2022)                      | 414                | modifier les données · modifier les données |
| Fameck                      | 57206      | 57290             | Thionville                | Fameck                 | CA du Val de Fensch                  | 12,45            | 14 759 (2022)                     | 1 185              | modifier les données · modifier les données |
| Farébersviller              | 57207      | 57450             | Forbach-Boulay-Moselle    | Freyming-Merlebach     | CC de Freyming-Merlebach             | 6,88             | 5 226 (2022)                      | 760                | modifier les données · modifier les données |
| Farschviller                | 57208      | 57450             | Forbach-Boulay-Moselle    | Stiring-Wendel         | CA de Forbach Porte de France        | 11,25            | 1 325 (2022)                      | 118                | modifier les données · modifier les données |
| Faulquemont                 | 57209      | 57380             | Forbach-Boulay-Moselle    | Faulquemont            | CC du District Urbain de Faulquemont | 18,79            | 5 154 (2022)                      | 274                | modifier les données · modifier les données |
| Fénétrange                  | 57210      | 57930             | Sarrebourg-Château-Salins | Sarrebourg             | CC de Sarrebourg - Moselle Sud       | 14,49            | 648 (2022)                        | 45                 | modifier les données · modifier les données |
| Fèves                       | 57211      | 57280             | Metz                      | Rombas                 | CC Rives de Moselle                  | 4,80             | 1 196 (2022)                      | 249                | modifier les données · modifier les données |
| Féy                         | 57212      | 57420             | Metz                      | Les Coteaux de Moselle | Eurométropole de Metz                | 5,66             | 741 (2022)                        | 131                | modifier les données · modifier les données |
| Filstroff                   | 57213      | 57320             | Forbach-Boulay-Moselle    | Bouzonville            | CC Bouzonvillois - Trois Frontières  | 16,76            | 774 (2022)                        | 46                 | modifier les données · modifier les données |
| Fixem                       | 57214      | 57570             | Thionville                | Yutz                   | CC de Cattenom et environs           | 3,53             | 399 (2022)                        | 113                | modifier les données · modifier les données |
| Flastroff                   | 57215      | 57320             | Thionville                | Bouzonville            | CC Bouzonvillois - Trois Frontières  | 8,38             | 371 (2022)                        | 44                 | modifier les données · modifier les données |
| Fleisheim                   | 57216      | 57635             | Sarrebourg-Château-Salins | Sarrebourg             | CC de Sarrebourg - Moselle Sud       | 4,11             | 138 (2022)                        | 34                 | modifier les données · modifier les données |
| Flétrange                   | 57217      | 57690             | Forbach-Boulay-Moselle    | Faulquemont            | CC du District Urbain de Faulquemont | 6,07             | 876 (2022)                        | 144                | modifier les données · modifier les données |
| Fleury                      | 57218      | 57420             | Metz                      | Faulquemont            | CC du Sud Messin                     | 9,71             | 1 284 (2022)                      | 132                | modifier les données · modifier les données |
| Flévy                       | 57219      | 57365             | Metz                      | Le Pays Messin         | CC Rives de Moselle                  | 11,58            | 588 (2022)                        | 51                 | modifier les données · modifier les données |
| Flocourt                    | 57220      | 57580             | Metz                      | Faulquemont            | CC du Sud Messin                     | 4,53             | 129 (2022)                        | 28                 | modifier les données · modifier les données |
| Florange                    | 57221      | 57190             | Thionville                | Fameck                 | CA du Val de Fensch                  | 13,16            | 11 891 (2022)                     | 904                | modifier les données · modifier les données |
| Folkling                    | 57222      | 57600             | Forbach-Boulay-Moselle    | Stiring-Wendel         | CA de Forbach Porte de France        | 11,87            | 1 392 (2022)                      | 117                | modifier les données · modifier les données |
| Folschviller                | 57224      | 57730             | Forbach-Boulay-Moselle    | Saint-Avold            | CA Saint-Avold Synergie              | 9,46             | 3 937 (2022)                      | 416                | modifier les données · modifier les données |
| Fonteny                     | 57225      | 57590             | Sarrebourg-Château-Salins | Le Saulnois            | CC du Saulnois                       | 15,70            | 141 (2022)                        | 9,0                | modifier les données · modifier les données |
| Fontoy                      | 57226      | 57650             | Thionville                | Algrange               | CA Portes de France-Thionville       | 16,88            | 3 163 (2022)                      | 187                | modifier les données · modifier les données |
| Forbach                     | 57227      | 57600             | Forbach-Boulay-Moselle    | Forbach                | CA de Forbach Porte de France        | 16,32            | 21 111 (2022)                     | 1 294              | modifier les données · modifier les données |
| Fossieux                    | 57228      | 57590             | Sarrebourg-Château-Salins | Le Saulnois            | CC du Saulnois                       | 5,06             | 186 (2022)                        | 37                 | modifier les données · modifier les données |
| Foulcrey                    | 57229      | 57830             | Sarrebourg-Château-Salins | Sarrebourg             | CC de Sarrebourg - Moselle Sud       | 12,34            | 157 (2022)                        | 13                 | modifier les données · modifier les données |
| Fouligny                    | 57230      | 57220             | Forbach-Boulay-Moselle    | Faulquemont            | CC du District Urbain de Faulquemont | 5,96             | 192 (2022)                        | 32                 | modifier les données · modifier les données |
| Foville                     | 57231      | 57420             | Metz                      | Le Saulnois            | CC du Sud Messin                     | 3,45             | 103 (2022)                        | 30                 | modifier les données · modifier les données |
| Francaltroff                | 57232      | 57670             | Sarrebourg-Château-Salins | Le Saulnois            | CC du Saulnois                       | 12,46            | 759 (2022)                        | 61                 | modifier les données · modifier les données |
| Fraquelfing                 | 57233      | 57790             | Sarrebourg-Château-Salins | Phalsbourg             | CC de Sarrebourg - Moselle Sud       | 4,44             | 84 (2022)                         | 19                 | modifier les données · modifier les données |
| Frauenberg                  | 57234      | 57200             | Sarreguemines             | Sarreguemines          | CA Sarreguemines Confluences         | 2,75             | 602 (2022)                        | 219                | modifier les données · modifier les données |
| Freistroff                  | 57235      | 57320             | Forbach-Boulay-Moselle    | Bouzonville            | CC Bouzonvillois - Trois Frontières  | 14,67            | 1 010 (2022)                      | 69                 | modifier les données · modifier les données |
| Frémery                     | 57236      | 57590             | Sarrebourg-Château-Salins | Le Saulnois            | CC du Saulnois                       | 4,39             | 88 (2022)                         | 20                 | modifier les données · modifier les données |
| Frémestroff                 | 57237      | 57660             | Forbach-Boulay-Moselle    | Sarralbe               | CA Saint-Avold Synergie              | 5,51             | 304 (2022)                        | 55                 | modifier les données · modifier les données |
| Fresnes-en-Saulnois         | 57238      | 57170             | Sarrebourg-Château-Salins | Le Saulnois            | CC du Saulnois                       | 12,89            | 197 (2022)                        | 15                 | modifier les données · modifier les données |
| Freybouse                   | 57239      | 57660             | Forbach-Boulay-Moselle    | Sarralbe               | CA Saint-Avold Synergie              | 5,87             | 428 (2022)                        | 73                 | modifier les données · modifier les données |
| Freyming-Merlebach          | 57240      | 57800             | Forbach-Boulay-Moselle    | Freyming-Merlebach     | CC de Freyming-Merlebach             | 9,06             | 13 069 (2022)                     | 1 442              | modifier les données · modifier les données |
| Fribourg                    | 57241      | 57810             | Sarrebourg-Château-Salins | Sarrebourg             | CC de Sarrebourg - Moselle Sud       | 17,42            | 163 (2022)                        | 9,4                | modifier les données · modifier les données |
| Gandrange                   | 57242      | 57175             | Thionville                | Hayange                | CC Rives de Moselle                  | 4,08             | 3 006 (2022)                      | 737                | modifier les données · modifier les données |
| Garrebourg                  | 57244      | 57820             | Sarrebourg-Château-Salins | Phalsbourg             | CC du Pays de Phalsbourg             | 8,34             | 486 (2022)                        | 58                 | modifier les données · modifier les données |
| Gavisse                     | 57245      | 57570             | Thionville                | Yutz                   | CC de Cattenom et environs           | 4,15             | 591 (2022)                        | 142                | modifier les données · modifier les données |
| Gelucourt                   | 57246      | 57260             | Sarrebourg-Château-Salins | Le Saulnois            | CC du Saulnois                       | 12,34            | 213 (2022)                        | 17                 | modifier les données · modifier les données |
| Gerbécourt                  | 57247      | 57170             | Sarrebourg-Château-Salins | Le Saulnois            | CC du Saulnois                       | 2,95             | 80 (2022)                         | 27                 | modifier les données · modifier les données |
| Givrycourt                  | 57248      | 57670             | Sarrebourg-Château-Salins | Le Saulnois            | CC du Saulnois                       | 2,77             | 92 (2022)                         | 33                 | modifier les données · modifier les données |
| Glatigny                    | 57249      | 57530             | Metz                      | Le Pays Messin         | CC Haut Chemin - Pays de Pange       | 6,23             | 259 (2022)                        | 42                 | modifier les données · modifier les données |
| Goetzenbruck                | 57250      | 57620             | Sarreguemines             | Bitche                 | CC du Pays de Bitche                 | 8,12             | 1 464 (2022)                      | 180                | modifier les données · modifier les données |
| Goin                        | 57251      | 57420             | Metz                      | Faulquemont            | CC du Sud Messin                     | 9,07             | 352 (2022)                        | 39                 | modifier les données · modifier les données |
| Gomelange                   | 57252      | 57220             | Forbach-Boulay-Moselle    | Boulay-Moselle         | CC de la Houve et du Pays Boulageois | 9,40             | 472 (2022)                        | 50                 | modifier les données · modifier les données |
| Gondrexange                 | 57253      | 57815             | Sarrebourg-Château-Salins | Sarrebourg             | CC de Sarrebourg - Moselle Sud       | 22,88            | 504 (2022)                        | 22                 | modifier les données · modifier les données |
| Gorze                       | 57254      | 57680             | Metz                      | Les Coteaux de Moselle | CC Mad et Moselle                    | 17,94            | 1 133 (2022)                      | 63                 | modifier les données · modifier les données |
| Gosselming                  | 57255      | 57930             | Sarrebourg-Château-Salins | Sarrebourg             | CC de Sarrebourg - Moselle Sud       | 10,15            | 571 (2022)                        | 56                 | modifier les données · modifier les données |
| Gravelotte                  | 57256      | 57130             | Metz                      | Les Coteaux de Moselle | Eurométropole de Metz                | 5,66             | 813 (2022)                        | 144                | modifier les données · modifier les données |
| Grémecey                    | 57257      | 57170             | Sarrebourg-Château-Salins | Le Saulnois            | CC du Saulnois                       | 9,04             | 100 (2022)                        | 11                 | modifier les données · modifier les données |
| Gréning                     | 57258      | 57660             | Forbach-Boulay-Moselle    | Sarralbe               | CA Saint-Avold Synergie              | 2,78             | 112 (2022)                        | 40                 | modifier les données · modifier les données |
| Grindorff-Bizing            | 57259      | 57480             | Thionville                | Bouzonville            | CC Bouzonvillois - Trois Frontières  | 6,86             | 311 (2022)                        | 45                 | modifier les données · modifier les données |
| Gros-Réderching             | 57261      | 57410             | Sarreguemines             | Bitche                 | CC du Pays de Bitche                 | 15,73            | 1 273 (2022)                      | 81                 | modifier les données · modifier les données |
| Grosbliederstroff           | 57260      | 57520             | Sarreguemines             | Sarreguemines          | CA Sarreguemines Confluences         | 13,07            | 3 322 (2022)                      | 254                | modifier les données · modifier les données |
| Grostenquin                 | 57262      | 57660             | Forbach-Boulay-Moselle    | Sarralbe               | CA Saint-Avold Synergie              | 21,77            | 620 (2022)                        | 28                 | modifier les données · modifier les données |
| Grundviller                 | 57263      | 57510             | Sarreguemines             | Sarralbe               | CA Sarreguemines Confluences         | 6,27             | 661 (2022)                        | 105                | modifier les données · modifier les données |
| Guebenhouse                 | 57264      | 57510             | Sarreguemines             | Sarralbe               | CA Sarreguemines Confluences         | 4,46             | 415 (2022)                        | 93                 | modifier les données · modifier les données |
| Guébestroff                 | 57265      | 57260             | Sarrebourg-Château-Salins | Le Saulnois            | CC du Saulnois                       | 3,81             | 60 (2022)                         | 16                 | modifier les données · modifier les données |
| Guéblange-lès-Dieuze        | 57266      | 57260             | Sarrebourg-Château-Salins | Le Saulnois            | CC du Saulnois                       | 4,89             | 148 (2022)                        | 30                 | modifier les données · modifier les données |
| Guébling                    | 57268      | 57260             | Sarrebourg-Château-Salins | Le Saulnois            | CC du Saulnois                       | 6,86             | 125 (2022)                        | 18                 | modifier les données · modifier les données |
| Guénange                    | 57269      | 57310             | Thionville                | Metzervisse            | CC de l'Arc mosellan                 | 8,35             | 7 922 (2022)                      | 949                | modifier les données · modifier les données |
| Guenviller                  | 57271      | 57470             | Forbach-Boulay-Moselle    | Freyming-Merlebach     | CC de Freyming-Merlebach             | 4,74             | 681 (2022)                        | 144                | modifier les données · modifier les données |
| Guermange                   | 57272      | 57260             | Sarrebourg-Château-Salins | Sarrebourg             | CC de Sarrebourg - Moselle Sud       | 17,64            | 93 (2022)                         | 5,3                | modifier les données · modifier les données |
| Guerstling                  | 57273      | 57320             | Forbach-Boulay-Moselle    | Bouzonville            | CC Bouzonvillois - Trois Frontières  | 4,42             | 367 (2022)                        | 83                 | modifier les données · modifier les données |
| Guerting                    | 57274      | 57880             | Forbach-Boulay-Moselle    | Boulay-Moselle         | CC du Warndt                         | 5,64             | 870 (2022)                        | 154                | modifier les données · modifier les données |
| Guessling-Hémering          | 57275      | 57380             | Forbach-Boulay-Moselle    | Sarralbe               | CA Saint-Avold Synergie              | 10,06            | 924 (2022)                        | 92                 | modifier les données · modifier les données |
| Guinglange                  | 57276      | 57690             | Forbach-Boulay-Moselle    | Faulquemont            | CC du District Urbain de Faulquemont | 10,38            | 328 (2022)                        | 32                 | modifier les données · modifier les données |
| Guinkirchen                 | 57277      | 57220             | Forbach-Boulay-Moselle    | Boulay-Moselle         | CC de la Houve et du Pays Boulageois | 5,15             | 143 (2022)                        | 28                 | modifier les données · modifier les données |
| Guinzeling                  | 57278      | 57670             | Sarrebourg-Château-Salins | Le Saulnois            | CC du Saulnois                       | 4,83             | 62 (2022)                         | 13                 | modifier les données · modifier les données |
| Guntzviller                 | 57280      | 57405             | Sarrebourg-Château-Salins | Phalsbourg             | CC du Pays de Phalsbourg             | 5,39             | 356 (2022)                        | 66                 | modifier les données · modifier les données |
| Haboudange                  | 57281      | 57340             | Sarrebourg-Château-Salins | Le Saulnois            | CC du Saulnois                       | 10,50            | 231 (2022)                        | 22                 | modifier les données · modifier les données |
| Hagen                       | 57282      | 57570             | Thionville                | Yutz                   | CC de Cattenom et environs           | 3,51             | 369 (2022)                        | 105                | modifier les données · modifier les données |
| Hagondange                  | 57283      | 57300             | Metz                      | Le Sillon Mosellan     | CC Rives de Moselle                  | 5,50             | 9 300 (2022)                      | 1 691              | modifier les données · modifier les données |
| Hallering                   | 57284      | 57690             | Forbach-Boulay-Moselle    | Faulquemont            | CC du District Urbain de Faulquemont | 3,55             | 104 (2022)                        | 29                 | modifier les données · modifier les données |
| Halstroff                   | 57286      | 57480             | Thionville                | Bouzonville            | CC Bouzonvillois - Trois Frontières  | 10,78            | 296 (2022)                        | 27                 | modifier les données · modifier les données |
| Ham-sous-Varsberg           | 57288      | 57880             | Forbach-Boulay-Moselle    | Boulay-Moselle         | CC du Warndt                         | 6,53             | 2 889 (2022)                      | 442                | modifier les données · modifier les données |
| Hambach                     | 57289      | 57910             | Sarreguemines             | Sarreguemines          | CA Sarreguemines Confluences         | 17,60            | 2 787 (2022)                      | 158                | modifier les données · modifier les données |
| Hampont                     | 57290      | 57170             | Sarrebourg-Château-Salins | Le Saulnois            | CC du Saulnois                       | 11,23            | 167 (2022)                        | 15                 | modifier les données · modifier les données |
| Han-sur-Nied                | 57293      | 57580             | Forbach-Boulay-Moselle    | Faulquemont            | CC du District Urbain de Faulquemont | 2,02             | 251 (2022)                        | 124                | modifier les données · modifier les données |
| Hangviller                  | 57291      | 57370             | Sarrebourg-Château-Salins | Phalsbourg             | CC du Pays de Phalsbourg             | 4,52             | 261 (2022)                        | 58                 | modifier les données · modifier les données |
| Hannocourt                  | 57292      | 57590             | Sarrebourg-Château-Salins | Le Saulnois            | CC du Saulnois                       | 4,21             | 15 (2022)                         | 3,6                | modifier les données · modifier les données |
| Hanviller                   | 57294      | 57230             | Sarreguemines             | Bitche                 | CC du Pays de Bitche                 | 8,66             | 189 (2022)                        | 22                 | modifier les données · modifier les données |
| Haraucourt-sur-Seille       | 57295      | 57630             | Sarrebourg-Château-Salins | Le Saulnois            | CC du Saulnois                       | 8,08             | 109 (2022)                        | 13                 | modifier les données · modifier les données |
| Hargarten-aux-Mines         | 57296      | 57550             | Forbach-Boulay-Moselle    | Bouzonville            | CC de la Houve et du Pays Boulageois | 5,51             | 1 083 (2022)                      | 197                | modifier les données · modifier les données |
| Harprich                    | 57297      | 57340             | Forbach-Boulay-Moselle    | Sarralbe               | CA Saint-Avold Synergie              | 8,78             | 186 (2022)                        | 21                 | modifier les données · modifier les données |
| Harreberg                   | 57298      | 57870             | Sarrebourg-Château-Salins | Phalsbourg             | CC de Sarrebourg - Moselle Sud       | 6,34             | 365 (2022)                        | 58                 | modifier les données · modifier les données |
| Hartzviller                 | 57299      | 57870             | Sarrebourg-Château-Salins | Phalsbourg             | CC de Sarrebourg - Moselle Sud       | 4,14             | 939 (2022)                        | 227                | modifier les données · modifier les données |
| Haselbourg                  | 57300      | 57850             | Sarrebourg-Château-Salins | Phalsbourg             | CC du Pays de Phalsbourg             | 6,11             | 297 (2022)                        | 49                 | modifier les données · modifier les données |
| Haspelschiedt               | 57301      | 57230             | Sarreguemines             | Bitche                 | CC du Pays de Bitche                 | 25,20            | 292 (2022)                        | 12                 | modifier les données · modifier les données |
| Hattigny                    | 57302      | 57790             | Sarrebourg-Château-Salins | Phalsbourg             | CC de Sarrebourg - Moselle Sud       | 13,14            | 220 (2022)                        | 17                 | modifier les données · modifier les données |
| Hauconcourt                 | 57303      | 57280             | Metz                      | Le Sillon Mosellan     | CC Rives de Moselle                  | 7,90             | 589 (2022)                        | 75                 | modifier les données · modifier les données |
| Haut-Clocher                | 57304      | 57400             | Sarrebourg-Château-Salins | Sarrebourg             | CC de Sarrebourg - Moselle Sud       | 11,44            | 349 (2022)                        | 31                 | modifier les données · modifier les données |
| Haute-Kontz                 | 57371      | 57480             | Thionville                | Bouzonville            | CC de Cattenom et environs           | 6,41             | 550 (2022)                        | 86                 | modifier les données · modifier les données |
| Haute-Vigneulles            | 57714      | 57690             | Forbach-Boulay-Moselle    | Faulquemont            | CC du District Urbain de Faulquemont | 9,53             | 450 (2022)                        | 47                 | modifier les données · modifier les données |
| Havange                     | 57305      | 57650             | Thionville                | Algrange               | CA Portes de France-Thionville       | 9,65             | 451 (2022)                        | 47                 | modifier les données · modifier les données |
| Hayange                     | 57306      | 57700             | Thionville                | Hayange                | CA du Val de Fensch                  | 12,21            | 16 013 (2022)                     | 1 311              | modifier les données · modifier les données |
| Hayes                       | 57307      | 57530             | Metz                      | Le Pays Messin         | CC Haut Chemin - Pays de Pange       | 11,99            | 257 (2022)                        | 21                 | modifier les données · modifier les données |
| Hazembourg                  | 57308      | 57430             | Sarreguemines             | Sarralbe               | CA Sarreguemines Confluences         | 1,72             | 155 (2022)                        | 90                 | modifier les données · modifier les données |
| Heining-lès-Bouzonville     | 57309      | 57320             | Forbach-Boulay-Moselle    | Bouzonville            | CC Bouzonvillois - Trois Frontières  | 6,03             | 485 (2022)                        | 80                 | modifier les données · modifier les données |
| Hellering-lès-Fénétrange    | 57310      | 57930             | Sarrebourg-Château-Salins | Sarrebourg             | CC de Sarrebourg - Moselle Sud       | 4,05             | 188 (2022)                        | 46                 | modifier les données · modifier les données |
| Hellimer                    | 57311      | 57660             | Forbach-Boulay-Moselle    | Sarralbe               | CA Saint-Avold Synergie              | 10,42            | 517 (2022)                        | 50                 | modifier les données · modifier les données |
| Helstroff                   | 57312      | 57220             | Forbach-Boulay-Moselle    | Boulay-Moselle         | CC de la Houve et du Pays Boulageois | 7,91             | 484 (2022)                        | 61                 | modifier les données · modifier les données |
| Hémilly                     | 57313      | 57690             | Forbach-Boulay-Moselle    | Faulquemont            | CC du District Urbain de Faulquemont | 14,04            | 143 (2022)                        | 10                 | modifier les données · modifier les données |
| Héming                      | 57314      | 57830             | Sarrebourg-Château-Salins | Phalsbourg             | CC de Sarrebourg - Moselle Sud       | 3,69             | 495 (2022)                        | 134                | modifier les données · modifier les données |
| Henridorff                  | 57315      | 57820             | Sarrebourg-Château-Salins | Phalsbourg             | CC du Pays de Phalsbourg             | 7,31             | 705 (2022)                        | 96                 | modifier les données · modifier les données |
| Henriville                  | 57316      | 57450             | Forbach-Boulay-Moselle    | Freyming-Merlebach     | CC de Freyming-Merlebach             | 3,95             | 753 (2022)                        | 191                | modifier les données · modifier les données |
| Hérange                     | 57317      | 57635             | Sarrebourg-Château-Salins | Phalsbourg             | CC du Pays de Phalsbourg             | 2,73             | 104 (2022)                        | 38                 | modifier les données · modifier les données |
| Hermelange                  | 57318      | 57790             | Sarrebourg-Château-Salins | Phalsbourg             | CC de Sarrebourg - Moselle Sud       | 2,58             | 215 (2022)                        | 83                 | modifier les données · modifier les données |
| Herny                       | 57319      | 57580             | Forbach-Boulay-Moselle    | Faulquemont            | CC du District Urbain de Faulquemont | 9,64             | 519 (2022)                        | 54                 | modifier les données · modifier les données |
| Hertzing                    | 57320      | 57830             | Sarrebourg-Château-Salins | Sarrebourg             | CC de Sarrebourg - Moselle Sud       | 1,54             | 178 (2022)                        | 116                | modifier les données · modifier les données |
| Hesse                       | 57321      | 57400             | Sarrebourg-Château-Salins | Phalsbourg             | CC de Sarrebourg - Moselle Sud       | 12,85            | 552 (2022)                        | 43                 | modifier les données · modifier les données |
| Hestroff                    | 57322      | 57320             | Forbach-Boulay-Moselle    | Bouzonville            | CC Bouzonvillois - Trois Frontières  | 7,43             | 479 (2022)                        | 64                 | modifier les données · modifier les données |
| Hettange-Grande             | 57323      | 57330             | Thionville                | Yutz                   | CC de Cattenom et environs           | 16,27            | 7 768 (2022)                      | 477                | modifier les données · modifier les données |
| Hilbesheim                  | 57324      | 57400             | Sarrebourg-Château-Salins | Sarrebourg             | CC de Sarrebourg - Moselle Sud       | 7,52             | 615 (2022)                        | 82                 | modifier les données · modifier les données |
| Hilsprich                   | 57325      | 57510             | Sarreguemines             | Sarralbe               | CA Sarreguemines Confluences         | 10,34            | 840 (2022)                        | 81                 | modifier les données · modifier les données |
| Hinckange                   | 57326      | 57220             | Forbach-Boulay-Moselle    | Boulay-Moselle         | CC de la Houve et du Pays Boulageois | 6,07             | 328 (2022)                        | 54                 | modifier les données · modifier les données |
| Holacourt                   | 57328      | 57380             | Forbach-Boulay-Moselle    | Faulquemont            | CC du District Urbain de Faulquemont | 2,92             | 91 (2022)                         | 31                 | modifier les données · modifier les données |
| Holling                     | 57329      | 57220             | Forbach-Boulay-Moselle    | Bouzonville            | CC Bouzonvillois - Trois Frontières  | 4,86             | 443 (2022)                        | 91                 | modifier les données · modifier les données |
| Holving                     | 57330      | 57510             | Sarreguemines             | Sarralbe               | CA Sarreguemines Confluences         | 10,75            | 1 265 (2022)                      | 118                | modifier les données · modifier les données |
| Hombourg-Budange            | 57331      | 57920             | Thionville                | Metzervisse            | CC de l'Arc mosellan                 | 15,44            | 544 (2022)                        | 35                 | modifier les données · modifier les données |
| Hombourg-Haut               | 57332      | 57470             | Forbach-Boulay-Moselle    | Freyming-Merlebach     | CC de Freyming-Merlebach             | 12,25            | 6 122 (2022)                      | 500                | modifier les données · modifier les données |
| Hommarting                  | 57333      | 57405             | Sarrebourg-Château-Salins | Sarrebourg             | CC de Sarrebourg - Moselle Sud       | 10,19            | 831 (2022)                        | 82                 | modifier les données · modifier les données |
| Hommert                     | 57334      | 57870             | Sarrebourg-Château-Salins | Phalsbourg             | CC de Sarrebourg - Moselle Sud       | 3,49             | 309 (2022)                        | 89                 | modifier les données · modifier les données |
| Honskirch                   | 57335      | 57670             | Sarrebourg-Château-Salins | Le Saulnois            | CC du Saulnois                       | 6,55             | 213 (2022)                        | 33                 | modifier les données · modifier les données |
| L'Hôpital                   | 57336      | 57490             | Forbach-Boulay-Moselle    | Saint-Avold            | CA Saint-Avold Synergie              | 3,99             | 5 179 (2022)                      | 1 298              | modifier les données · modifier les données |
| Hoste                       | 57337      | 57510             | Forbach-Boulay-Moselle    | Freyming-Merlebach     | CC de Freyming-Merlebach             | 9,47             | 572 (2022)                        | 60                 | modifier les données · modifier les données |
| Hottviller                  | 57338      | 57720             | Sarreguemines             | Bitche                 | CC du Pays de Bitche                 | 8,36             | 505 (2022)                        | 60                 | modifier les données · modifier les données |
| Hultehouse                  | 57339      | 57820             | Sarrebourg-Château-Salins | Phalsbourg             | CC du Pays de Phalsbourg             | 4,58             | 362 (2022)                        | 79                 | modifier les données · modifier les données |
| Hundling                    | 57340      | 57990             | Sarreguemines             | Sarreguemines          | CA Sarreguemines Confluences         | 6,63             | 1 344 (2022)                      | 203                | modifier les données · modifier les données |
| Hunting                     | 57341      | 57480             | Thionville                | Bouzonville            | CC Bouzonvillois - Trois Frontières  | 3,78             | 689 (2022)                        | 182                | modifier les données · modifier les données |
| Ibigny                      | 57342      | 57830             | Sarrebourg-Château-Salins | Sarrebourg             | CC de Sarrebourg - Moselle Sud       | 4,77             | 90 (2022)                         | 19                 | modifier les données · modifier les données |
| Illange                     | 57343      | 57970             | Thionville                | Yutz                   | CA Portes de France-Thionville       | 5,65             | 1 785 (2022)                      | 316                | modifier les données · modifier les données |
| Imling                      | 57344      | 57400             | Sarrebourg-Château-Salins | Sarrebourg             | CC de Sarrebourg - Moselle Sud       | 6,11             | 702 (2022)                        | 115                | modifier les données · modifier les données |
| Inglange                    | 57345      | 57970             | Thionville                | Metzervisse            | CC de l'Arc mosellan                 | 5,72             | 395 (2022)                        | 69                 | modifier les données · modifier les données |
| Insming                     | 57346      | 57670             | Sarrebourg-Château-Salins | Le Saulnois            | CC du Saulnois                       | 7,21             | 601 (2022)                        | 83                 | modifier les données · modifier les données |
| Insviller                   | 57347      | 57670             | Sarrebourg-Château-Salins | Le Saulnois            | CC du Saulnois                       | 8,34             | 171 (2022)                        | 21                 | modifier les données · modifier les données |
| Ippling                     | 57348      | 57990             | Sarreguemines             | Sarreguemines          | CA Sarreguemines Confluences         | 3,29             | 790 (2022)                        | 240                | modifier les données · modifier les données |
| Jallaucourt                 | 57349      | 57590             | Sarrebourg-Château-Salins | Le Saulnois            | CC du Saulnois                       | 8,41             | 139 (2022)                        | 17                 | modifier les données · modifier les données |
| Jouy-aux-Arches             | 57350      | 57130             | Metz                      | Les Coteaux de Moselle | CC Mad et Moselle                    | 6,01             | 1 431 (2022)                      | 238                | modifier les données · modifier les données |
| Jury                        | 57351      | 57245             | Metz                      | Le Pays Messin         | Eurométropole de Metz                | 3,17             | 1 383 (2022)                      | 436                | modifier les données · modifier les données |
| Jussy                       | 57352      | 57130             | Metz                      | Les Coteaux de Moselle | Eurométropole de Metz                | 2,91             | 458 (2022)                        | 157                | modifier les données · modifier les données |
| Juvelize                    | 57353      | 57630             | Sarrebourg-Château-Salins | Le Saulnois            | CC du Saulnois                       | 7,82             | 72 (2022)                         | 9,2                | modifier les données · modifier les données |
| Juville                     | 57354      | 57590             | Sarrebourg-Château-Salins | Le Saulnois            | CC du Saulnois                       | 6,05             | 138 (2022)                        | 23                 | modifier les données · modifier les données |
| Kalhausen                   | 57355      | 57412             | Sarreguemines             | Sarreguemines          | CA Sarreguemines Confluences         | 13,52            | 779 (2022)                        | 58                 | modifier les données · modifier les données |
| Kanfen                      | 57356      | 57330             | Thionville                | Yutz                   | CC de Cattenom et environs           | 8,50             | 1 234 (2022)                      | 145                | modifier les données · modifier les données |
| Kappelkinger                | 57357      | 57430             | Sarreguemines             | Sarralbe               | CA Sarreguemines Confluences         | 8,58             | 421 (2022)                        | 49                 | modifier les données · modifier les données |
| Kédange-sur-Canner          | 57358      | 57920             | Thionville                | Metzervisse            | CC de l'Arc mosellan                 | 3,91             | 1 060 (2022)                      | 271                | modifier les données · modifier les données |
| Kemplich                    | 57359      | 57920             | Thionville                | Metzervisse            | CC de l'Arc mosellan                 | 5,54             | 177 (2022)                        | 32                 | modifier les données · modifier les données |
| Kerbach                     | 57360      | 57460             | Forbach-Boulay-Moselle    | Stiring-Wendel         | CA de Forbach Porte de France        | 4,45             | 1 223 (2022)                      | 275                | modifier les données · modifier les données |
| Kerling-lès-Sierck          | 57361      | 57480             | Thionville                | Bouzonville            | CC Bouzonvillois - Trois Frontières  | 17,82            | 608 (2022)                        | 34                 | modifier les données · modifier les données |
| Kerprich-aux-Bois           | 57362      | 57830             | Sarrebourg-Château-Salins | Sarrebourg             | CC de Sarrebourg - Moselle Sud       | 6,45             | 192 (2022)                        | 30                 | modifier les données · modifier les données |
| Kirsch-lès-Sierck           | 57364      | 57480             | Thionville                | Bouzonville            | CC Bouzonvillois - Trois Frontières  | 8,85             | 329 (2022)                        | 37                 | modifier les données · modifier les données |
| Kirschnaumen                | 57365      | 57480             | Thionville                | Bouzonville            | CC Bouzonvillois - Trois Frontières  | 19,93            | 479 (2022)                        | 24                 | modifier les données · modifier les données |
| Kirviller                   | 57366      | 57430             | Sarreguemines             | Sarralbe               | CA Sarreguemines Confluences         | 2,54             | 140 (2022)                        | 55                 | modifier les données · modifier les données |
| Klang                       | 57367      | 57920             | Thionville                | Metzervisse            | CC de l'Arc mosellan                 | 4,19             | 213 (2022)                        | 51                 | modifier les données · modifier les données |
| Knutange                    | 57368      | 57240             | Thionville                | Algrange               | CA du Val de Fensch                  | 2,43             | 3 206 (2022)                      | 1 319              | modifier les données · modifier les données |
| Kœnigsmacker                | 57370      | 57970             | Thionville                | Metzervisse            | CC de l'Arc mosellan                 | 18,40            | 2 242 (2022)                      | 122                | modifier les données · modifier les données |
| Kuntzig                     | 57372      | 57970             | Thionville                | Metzervisse            | CA Portes de France-Thionville       | 4,51             | 1 365 (2022)                      | 303                | modifier les données · modifier les données |
| Lachambre                   | 57373      | 57730             | Forbach-Boulay-Moselle    | Saint-Avold            | CA Saint-Avold Synergie              | 7,86             | 913 (2022)                        | 116                | modifier les données · modifier les données |
| Lafrimbolle                 | 57374      | 57560             | Sarrebourg-Château-Salins | Phalsbourg             | CC de Sarrebourg - Moselle Sud       | 10,72            | 207 (2022)                        | 19                 | modifier les données · modifier les données |
| Lagarde                     | 57375      | 57810             | Sarrebourg-Château-Salins | Le Saulnois            | CC du Saulnois                       | 22,26            | 181 (2022)                        | 8,1                | modifier les données · modifier les données |
| Lambach                     | 57376      | 57410             | Sarreguemines             | Bitche                 | CC du Pays de Bitche                 | 5,54             | 475 (2022)                        | 86                 | modifier les données · modifier les données |
| Landange                    | 57377      | 57830             | Sarrebourg-Château-Salins | Phalsbourg             | CC de Sarrebourg - Moselle Sud       | 4,85             | 242 (2022)                        | 50                 | modifier les données · modifier les données |
| Landroff                    | 57379      | 57340             | Forbach-Boulay-Moselle    | Sarralbe               | CA Saint-Avold Synergie              | 7,73             | 268 (2022)                        | 35                 | modifier les données · modifier les données |
| Laneuveville-en-Saulnois    | 57381      | 57590             | Sarrebourg-Château-Salins | Le Saulnois            | CC du Saulnois                       | 6,49             | 285 (2022)                        | 44                 | modifier les données · modifier les données |
| Laneuveville-lès-Lorquin    | 57380      | 57790             | Sarrebourg-Château-Salins | Phalsbourg             | CC de Sarrebourg - Moselle Sud       | 2,24             | 105 (2022)                        | 47                 | modifier les données · modifier les données |
| Langatte                    | 57382      | 57400             | Sarrebourg-Château-Salins | Sarrebourg             | CC de Sarrebourg - Moselle Sud       | 12,97            | 629 (2022)                        | 48                 | modifier les données · modifier les données |
| Languimberg                 | 57383      | 57810             | Sarrebourg-Château-Salins | Sarrebourg             | CC de Sarrebourg - Moselle Sud       | 18,38            | 159 (2022)                        | 8,7                | modifier les données · modifier les données |
| Laning                      | 57384      | 57660             | Forbach-Boulay-Moselle    | Sarralbe               | CA Saint-Avold Synergie              | 6,71             | 601 (2022)                        | 90                 | modifier les données · modifier les données |
| Laquenexy                   | 57385      | 57530             | Metz                      | Le Pays Messin         | Eurométropole de Metz                | 9,09             | 1 254 (2022)                      | 138                | modifier les données · modifier les données |
| Laudrefang                  | 57386      | 57385             | Forbach-Boulay-Moselle    | Faulquemont            | CC du District Urbain de Faulquemont | 4,70             | 339 (2022)                        | 72                 | modifier les données · modifier les données |
| Laumesfeld                  | 57387      | 57480             | Thionville                | Bouzonville            | CC Bouzonvillois - Trois Frontières  | 8,30             | 285 (2022)                        | 34                 | modifier les données · modifier les données |
| Launstroff                  | 57388      | 57480             | Thionville                | Bouzonville            | CC Bouzonvillois - Trois Frontières  | 7,81             | 241 (2022)                        | 31                 | modifier les données · modifier les données |
| Lelling                     | 57389      | 57660             | Forbach-Boulay-Moselle    | Sarralbe               | CA Saint-Avold Synergie              | 4,92             | 460 (2022)                        | 93                 | modifier les données · modifier les données |
| Lemberg                     | 57390      | 57620             | Sarreguemines             | Bitche                 | CC du Pays de Bitche                 | 10,94            | 1 427 (2022)                      | 130                | modifier les données · modifier les données |
| Lemoncourt                  | 57391      | 57590             | Sarrebourg-Château-Salins | Le Saulnois            | CC du Saulnois                       | 5,41             | 59 (2022)                         | 11                 | modifier les données · modifier les données |
| Lemud                       | 57392      | 57580             | Metz                      | Faulquemont            | CC du Sud Messin                     | 4,24             | 524 (2022)                        | 124                | modifier les données · modifier les données |
| Lengelsheim                 | 57393      | 57720             | Sarreguemines             | Bitche                 | CC du Pays de Bitche                 | 5,30             | 189 (2022)                        | 36                 | modifier les données · modifier les données |
| Léning                      | 57394      | 57670             | Sarrebourg-Château-Salins | Le Saulnois            | CC du Saulnois                       | 6,49             | 329 (2022)                        | 51                 | modifier les données · modifier les données |
| Lesse                       | 57395      | 57580             | Sarrebourg-Château-Salins | Le Saulnois            | CC du Saulnois                       | 8,34             | 204 (2022)                        | 24                 | modifier les données · modifier les données |
| Lessy                       | 57396      | 57160             | Metz                      | Les Coteaux de Moselle | Eurométropole de Metz                | 2,85             | 794 (2022)                        | 279                | modifier les données · modifier les données |
| Ley                         | 57397      | 57810             | Sarrebourg-Château-Salins | Le Saulnois            | CC du Saulnois                       | 6,13             | 107 (2022)                        | 17                 | modifier les données · modifier les données |
| Leyviller                   | 57398      | 57660             | Forbach-Boulay-Moselle    | Sarralbe               | CA Saint-Avold Synergie              | 7,25             | 506 (2022)                        | 70                 | modifier les données · modifier les données |
| Lezey                       | 57399      | 57630             | Sarrebourg-Château-Salins | Le Saulnois            | CC du Saulnois                       | 7,51             | 90 (2022)                         | 12                 | modifier les données · modifier les données |
| Lhor                        | 57410      | 57670             | Sarrebourg-Château-Salins | Le Saulnois            | CC du Saulnois                       | 5,40             | 145 (2022)                        | 27                 | modifier les données · modifier les données |
| Lidrezing                   | 57401      | 57340             | Sarrebourg-Château-Salins | Le Saulnois            | CC du Saulnois                       | 10,04            | 83 (2022)                         | 8,3                | modifier les données · modifier les données |
| Liederschiedt               | 57402      | 57230             | Sarreguemines             | Bitche                 | CC du Pays de Bitche                 | 5,99             | 117 (2022)                        | 20                 | modifier les données · modifier les données |
| Liéhon                      | 57403      | 57420             | Metz                      | Faulquemont            | CC du Sud Messin                     | 5,38             | 131 (2022)                        | 24                 | modifier les données · modifier les données |
| Lindre-Basse                | 57404      | 57260             | Sarrebourg-Château-Salins | Le Saulnois            | CC du Saulnois                       | 8,28             | 222 (2022)                        | 27                 | modifier les données · modifier les données |
| Lindre-Haute                | 57405      | 57260             | Sarrebourg-Château-Salins | Le Saulnois            | CC du Saulnois                       | 2,46             | 49 (2022)                         | 20                 | modifier les données · modifier les données |
| Liocourt                    | 57406      | 57590             | Sarrebourg-Château-Salins | Le Saulnois            | CC du Saulnois                       | 3,17             | 143 (2022)                        | 45                 | modifier les données · modifier les données |
| Lixheim                     | 57407      | 57635             | Sarrebourg-Château-Salins | Phalsbourg             | CC du Pays de Phalsbourg             | 3,96             | 564 (2022)                        | 142                | modifier les données · modifier les données |
| Lixing-lès-Rouhling         | 57408      | 57520             | Sarreguemines             | Sarreguemines          | CA Sarreguemines Confluences         | 4,22             | 810 (2022)                        | 192                | modifier les données · modifier les données |
| Lixing-lès-Saint-Avold      | 57409      | 57660             | Forbach-Boulay-Moselle    | Sarralbe               | CA Saint-Avold Synergie              | 6,32             | 672 (2022)                        | 106                | modifier les données · modifier les données |
| Lommerange                  | 57411      | 57650             | Thionville                | Algrange               | CA Portes de France-Thionville       | 7,97             | 383 (2022)                        | 48                 | modifier les données · modifier les données |
| Longeville-lès-Metz         | 57412      | 57050             | Metz                      | Montigny-lès-Metz      | Eurométropole de Metz                | 2,71             | 4 017 (2022)                      | 1 482              | modifier les données · modifier les données |
| Longeville-lès-Saint-Avold  | 57413      | 57740             | Forbach-Boulay-Moselle    | Faulquemont            | CC du District Urbain de Faulquemont | 24,54            | 3 592 (2022)                      | 146                | modifier les données · modifier les données |
| Lorquin                     | 57414      | 57790             | Sarrebourg-Château-Salins | Phalsbourg             | CC de Sarrebourg - Moselle Sud       | 8,77             | 1 134 (2022)                      | 129                | modifier les données · modifier les données |
| Lorry-lès-Metz              | 57415      | 57050             | Metz                      | Les Coteaux de Moselle | Eurométropole de Metz                | 6,09             | 1 726 (2022)                      | 283                | modifier les données · modifier les données |
| Lorry-Mardigny              | 57416      | 57420             | Metz                      | Les Coteaux de Moselle | Eurométropole de Metz                | 11,36            | 678 (2022)                        | 60                 | modifier les données · modifier les données |
| Lostroff                    | 57417      | 57670             | Sarrebourg-Château-Salins | Le Saulnois            | CC du Saulnois                       | 4,96             | 71 (2022)                         | 14                 | modifier les données · modifier les données |
| Loudrefing                  | 57418      | 57670             | Sarrebourg-Château-Salins | Le Saulnois            | CC du Saulnois                       | 23,00            | 301 (2022)                        | 13                 | modifier les données · modifier les données |
| Loupershouse                | 57419      | 57510             | Sarreguemines             | Sarralbe               | CA Sarreguemines Confluences         | 7,73             | 899 (2022)                        | 116                | modifier les données · modifier les données |
| Loutzviller                 | 57421      | 57720             | Sarreguemines             | Bitche                 | CC du Pays de Bitche                 | 3,22             | 152 (2022)                        | 47                 | modifier les données · modifier les données |
| Louvigny                    | 57422      | 57420             | Metz                      | Faulquemont            | CC du Sud Messin                     | 15,82            | 879 (2022)                        | 56                 | modifier les données · modifier les données |
| Lubécourt                   | 57423      | 57170             | Sarrebourg-Château-Salins | Le Saulnois            | CC du Saulnois                       | 3,45             | 67 (2022)                         | 19                 | modifier les données · modifier les données |
| Lucy                        | 57424      | 57590             | Sarrebourg-Château-Salins | Le Saulnois            | CC du Saulnois                       | 7,36             | 228 (2022)                        | 31                 | modifier les données · modifier les données |
| Luppy                       | 57425      | 57580             | Metz                      | Faulquemont            | CC du Sud Messin                     | 16,26            | 588 (2022)                        | 36                 | modifier les données · modifier les données |
| Luttange                    | 57426      | 57935             | Thionville                | Metzervisse            | CC de l'Arc mosellan                 | 12,83            | 955 (2022)                        | 74                 | modifier les données · modifier les données |
| Lutzelbourg                 | 57427      | 57820             | Sarrebourg-Château-Salins | Phalsbourg             | CC du Pays de Phalsbourg             | 5,84             | 558 (2022)                        | 96                 | modifier les données · modifier les données |
| Macheren                    | 57428      | 57730             | Forbach-Boulay-Moselle    | Saint-Avold            | CA Saint-Avold Synergie              | 16,95            | 2 827 (2022)                      | 167                | modifier les données · modifier les données |
| Mainvillers                 | 57430      | 57380             | Forbach-Boulay-Moselle    | Faulquemont            | CC du District Urbain de Faulquemont | 6,70             | 322 (2022)                        | 48                 | modifier les données · modifier les données |
| Maizeroy                    | 57431      | 57530             | Metz                      | Le Pays Messin         | CC Haut Chemin - Pays de Pange       | 8,73             | 419 (2022)                        | 48                 | modifier les données · modifier les données |
| Maizières-lès-Metz          | 57433      | 57280             | Metz                      | Le Sillon Mosellan     | CC Rives de Moselle                  | 8,82             | 11 725 (2022)                     | 1 329              | modifier les données · modifier les données |
| Maizières-lès-Vic           | 57434      | 57810             | Sarrebourg-Château-Salins | Le Saulnois            | CC du Saulnois                       | 25,99            | 470 (2022)                        | 18                 | modifier les données · modifier les données |
| Malaucourt-sur-Seille       | 57436      | 57590             | Sarrebourg-Château-Salins | Le Saulnois            | CC du Saulnois                       | 7,17             | 131 (2022)                        | 18                 | modifier les données · modifier les données |
| Malling                     | 57437      | 57480             | Thionville                | Bouzonville            | CC de l'Arc mosellan                 | 4,42             | 680 (2022)                        | 154                | modifier les données · modifier les données |
| Malroy                      | 57438      | 57640             | Metz                      | Le Pays Messin         | CC Rives de Moselle                  | 3,54             | 353 (2022)                        | 100                | modifier les données · modifier les données |
| Manderen-Ritzing            | 57439      | 57480             | Thionville                | Bouzonville            | CC Bouzonvillois - Trois Frontières  | 15,07            | 602 (2022)                        | 40                 | modifier les données · modifier les données |
| Manhoué                     | 57440      | 57590             | Sarrebourg-Château-Salins | Le Saulnois            | CC du Saulnois                       | 4,10             | 142 (2022)                        | 35                 | modifier les données · modifier les données |
| Manom                       | 57441      | 57100             | Thionville                | Yutz                   | CA Portes de France-Thionville       | 10,39            | 3 074 (2022)                      | 296                | modifier les données · modifier les données |
| Many                        | 57442      | 57380             | Forbach-Boulay-Moselle    | Faulquemont            | CC du District Urbain de Faulquemont | 8,22             | 251 (2022)                        | 31                 | modifier les données · modifier les données |
| Marange-Silvange            | 57443      | 57535             | Metz                      | Rombas                 | CC du Pays Orne-Moselle              | 15,24            | 6 517 (2022)                      | 428                | modifier les données · modifier les données |
| Marange-Zondrange           | 57444      | 57690             | Forbach-Boulay-Moselle    | Faulquemont            | CC du District Urbain de Faulquemont | 8,28             | 371 (2022)                        | 45                 | modifier les données · modifier les données |
| Marieulles                  | 57445      | 57420             | Metz                      | Les Coteaux de Moselle | Eurométropole de Metz                | 8,19             | 699 (2022)                        | 85                 | modifier les données · modifier les données |
| Marimont-lès-Bénestroff     | 57446      | 57670             | Sarrebourg-Château-Salins | Le Saulnois            | CC du Saulnois                       | 3,99             | 53 (2022)                         | 13                 | modifier les données · modifier les données |
| Marly                       | 57447      | 57155             | Metz                      | Montigny-lès-Metz      | Eurométropole de Metz                | 10,80            | 9 937 (2022)                      | 920                | modifier les données · modifier les données |
| Marsal                      | 57448      | 57630             | Sarrebourg-Château-Salins | Le Saulnois            | CC du Saulnois                       | 11,11            | 234 (2022)                        | 21                 | modifier les données · modifier les données |
| Marsilly                    | 57449      | 57530             | Metz                      | Le Pays Messin         | CC Haut Chemin - Pays de Pange       | 3,22             | 585 (2022)                        | 182                | modifier les données · modifier les données |
| Marthille                   | 57451      | 57340             | Sarrebourg-Château-Salins | Le Saulnois            | CC du Saulnois                       | 10,20            | 167 (2022)                        | 16                 | modifier les données · modifier les données |
| La Maxe                     | 57452      | 57140             | Metz                      | Le Sillon Mosellan     | Eurométropole de Metz                | 7,55             | 1 058 (2022)                      | 140                | modifier les données · modifier les données |
| Maxstadt                    | 57453      | 57660             | Forbach-Boulay-Moselle    | Sarralbe               | CA Saint-Avold Synergie              | 7,91             | 296 (2022)                        | 37                 | modifier les données · modifier les données |
| Mécleuves                   | 57454      | 57245             | Metz                      | Le Pays Messin         | Eurométropole de Metz                | 12,88            | 1 201 (2022)                      | 93                 | modifier les données · modifier les données |
| Mégange                     | 57455      | 57220             | Forbach-Boulay-Moselle    | Boulay-Moselle         | CC de la Houve et du Pays Boulageois | 4,96             | 140 (2022)                        | 28                 | modifier les données · modifier les données |
| Meisenthal                  | 57456      | 57960             | Sarreguemines             | Bitche                 | CC du Pays de Bitche                 | 6,36             | 641 (2022)                        | 101                | modifier les données · modifier les données |
| Menskirch                   | 57457      | 57320             | Forbach-Boulay-Moselle    | Bouzonville            | CC Bouzonvillois - Trois Frontières  | 4,48             | 140 (2022)                        | 31                 | modifier les données · modifier les données |
| Merschweiller               | 57459      | 57480             | Thionville                | Bouzonville            | CC Bouzonvillois - Trois Frontières  | 5,76             | 290 (2022)                        | 50                 | modifier les données · modifier les données |
| Merten                      | 57460      | 57550             | Forbach-Boulay-Moselle    | Bouzonville            | CC de la Houve et du Pays Boulageois | 5,23             | 1 450 (2022)                      | 277                | modifier les données · modifier les données |
| Métairies-Saint-Quirin      | 57461      | 57560             | Sarrebourg-Château-Salins | Phalsbourg             | CC de Sarrebourg - Moselle Sud       | 9,57             | 274 (2022)                        | 29                 | modifier les données · modifier les données |
| Metting                     | 57462      | 57370             | Sarrebourg-Château-Salins | Phalsbourg             | CC du Pays de Phalsbourg             | 5,21             | 425 (2022)                        | 82                 | modifier les données · modifier les données |
| Metzeresche                 | 57464      | 57920             | Thionville                | Metzervisse            | CC de l'Arc mosellan                 | 9,56             | 988 (2022)                        | 103                | modifier les données · modifier les données |
| Metzervisse                 | 57465      | 57940             | Thionville                | Metzervisse            | CC de l'Arc mosellan                 | 8,99             | 2 276 (2022)                      | 253                | modifier les données · modifier les données |
| Metzing                     | 57466      | 57980             | Forbach-Boulay-Moselle    | Stiring-Wendel         | CA de Forbach Porte de France        | 6,45             | 693 (2022)                        | 107                | modifier les données · modifier les données |
| Mey                         | 57467      | 57070             | Metz                      | Le Pays Messin         | Eurométropole de Metz                | 1,91             | 308 (2022)                        | 161                | modifier les données · modifier les données |
| Mittelbronn                 | 57468      | 57370             | Sarrebourg-Château-Salins | Phalsbourg             | CC du Pays de Phalsbourg             | 7,71             | 642 (2022)                        | 83                 | modifier les données · modifier les données |
| Mittersheim                 | 57469      | 57930             | Sarrebourg-Château-Salins | Sarrebourg             | CC de Sarrebourg - Moselle Sud       | 16,77            | 579 (2022)                        | 35                 | modifier les données · modifier les données |
| Molring                     | 57470      | 57670             | Sarrebourg-Château-Salins | Le Saulnois            | CC du Saulnois                       | 3,26             | 9 (2022)                          | 2,8                | modifier les données · modifier les données |
| Momerstroff                 | 57471      | 57220             | Forbach-Boulay-Moselle    | Boulay-Moselle         | CC de la Houve et du Pays Boulageois | 6,17             | 297 (2022)                        | 48                 | modifier les données · modifier les données |
| Moncheux                    | 57472      | 57420             | Metz                      | Le Saulnois            | CC du Sud Messin                     | 7,35             | 146 (2022)                        | 20                 | modifier les données · modifier les données |
| Moncourt                    | 57473      | 57810             | Sarrebourg-Château-Salins | Le Saulnois            | CC du Saulnois                       | 6,74             | 63 (2022)                         | 9,3                | modifier les données · modifier les données |
| Mondelange                  | 57474      | 57300             | Thionville                | Fameck                 | CC Rives de Moselle                  | 4,10             | 5 739 (2022)                      | 1 400              | modifier les données · modifier les données |
| Mondorff                    | 57475      | 57570             | Thionville                | Yutz                   | CC de Cattenom et environs           | 3,84             | 582 (2022)                        | 152                | modifier les données · modifier les données |
| Monneren                    | 57476      | 57920             | Thionville                | Metzervisse            | CC de l'Arc mosellan                 | 11,06            | 401 (2022)                        | 36                 | modifier les données · modifier les données |
| Montbronn                   | 57477      | 57415             | Sarreguemines             | Bitche                 | CC du Pays de Bitche                 | 14,99            | 1 583 (2022)                      | 106                | modifier les données · modifier les données |
| Montdidier                  | 57478      | 57670             | Sarrebourg-Château-Salins | Le Saulnois            | CC du Saulnois                       | 1,93             | 87 (2022)                         | 45                 | modifier les données · modifier les données |
| Montenach                   | 57479      | 57480             | Thionville                | Bouzonville            | CC Bouzonvillois - Trois Frontières  | 9,19             | 487 (2022)                        | 53                 | modifier les données · modifier les données |
| Montigny-lès-Metz           | 57480      | 57950             | Metz                      | Montigny-lès-Metz      | Eurométropole de Metz                | 6,70             | 21 869 (2022)                     | 3 264              | modifier les données · modifier les données |
| Montois-la-Montagne         | 57481      | 57860             | Metz                      | Rombas                 | CC du Pays Orne-Moselle              | 7,10             | 2 717 (2022)                      | 383                | modifier les données · modifier les données |
| Morhange                    | 57483      | 57340             | Forbach-Boulay-Moselle    | Sarralbe               | CA Saint-Avold Synergie              | 15,38            | 3 347 (2022)                      | 218                | modifier les données · modifier les données |
| Morsbach                    | 57484      | 57600             | Forbach-Boulay-Moselle    | Forbach                | CA de Forbach Porte de France        | 5,09             | 2 657 (2022)                      | 522                | modifier les données · modifier les données |
| Morville-lès-Vic            | 57485      | 57170             | Sarrebourg-Château-Salins | Le Saulnois            | CC du Saulnois                       | 8,14             | 111 (2022)                        | 14                 | modifier les données · modifier les données |
| Morville-sur-Nied           | 57486      | 57590             | Sarrebourg-Château-Salins | Le Saulnois            | CC du Saulnois                       | 5,64             | 118 (2022)                        | 21                 | modifier les données · modifier les données |
| Moulins-lès-Metz            | 57487      | 57160             | Metz                      | Les Coteaux de Moselle | Eurométropole de Metz                | 6,98             | 5 161 (2022)                      | 739                | modifier les données · modifier les données |
| Moussey                     | 57488      | 57770             | Sarrebourg-Château-Salins | Sarrebourg             | CC de Sarrebourg - Moselle Sud       | 7,89             | 567 (2022)                        | 72                 | modifier les données · modifier les données |
| Mouterhouse                 | 57489      | 57620             | Sarreguemines             | Bitche                 | CC du Pays de Bitche                 | 42,60            | 273 (2022)                        | 6,4                | modifier les données · modifier les données |
| Moyenvic                    | 57490      | 57630             | Sarrebourg-Château-Salins | Le Saulnois            | CC du Saulnois                       | 14,48            | 329 (2022)                        | 23                 | modifier les données · modifier les données |
| Moyeuvre-Grande             | 57491      | 57250             | Thionville                | Hayange                | CC du Pays Orne-Moselle              | 9,59             | 7 320 (2022)                      | 763                | modifier les données · modifier les données |
| Moyeuvre-Petite             | 57492      | 57250             | Thionville                | Hayange                | CC du Pays Orne-Moselle              | 5,43             | 443 (2022)                        | 82                 | modifier les données · modifier les données |
| Mulcey                      | 57493      | 57260             | Sarrebourg-Château-Salins | Le Saulnois            | CC du Saulnois                       | 8,34             | 209 (2022)                        | 25                 | modifier les données · modifier les données |
| Munster                     | 57494      | 57670             | Sarrebourg-Château-Salins | Le Saulnois            | CC du Saulnois                       | 6,60             | 235 (2022)                        | 36                 | modifier les données · modifier les données |
| Narbéfontaine               | 57495      | 57220             | Forbach-Boulay-Moselle    | Boulay-Moselle         | CC de la Houve et du Pays Boulageois | 3,58             | 115 (2022)                        | 32                 | modifier les données · modifier les données |
| Nébing                      | 57496      | 57670             | Sarrebourg-Château-Salins | Le Saulnois            | CC du Saulnois                       | 7,36             | 332 (2022)                        | 45                 | modifier les données · modifier les données |
| Nelling                     | 57497      | 57670             | Sarreguemines             | Sarralbe               | CA Sarreguemines Confluences         | 7,40             | 262 (2022)                        | 35                 | modifier les données · modifier les données |
| Neufchef                    | 57498      | 57700             | Thionville                | Algrange               | CA du Val de Fensch                  | 16,74            | 2 636 (2022)                      | 157                | modifier les données · modifier les données |
| Neufgrange                  | 57499      | 57910             | Sarreguemines             | Sarreguemines          | CA Sarreguemines Confluences         | 7,17             | 1 349 (2022)                      | 188                | modifier les données · modifier les données |
| Neufmoulins                 | 57500      | 57830             | Sarrebourg-Château-Salins | Phalsbourg             | CC de Sarrebourg - Moselle Sud       | 1,93             | 37 (2022)                         | 19                 | modifier les données · modifier les données |
| Neufvillage                 | 57501      | 57670             | Sarrebourg-Château-Salins | Le Saulnois            | CC du Saulnois                       | 0,61             | 48 (2022)                         | 79                 | modifier les données · modifier les données |
| Neunkirchen-lès-Bouzonville | 57502      | 57320             | Forbach-Boulay-Moselle    | Bouzonville            | CC Bouzonvillois - Trois Frontières  | 3,80             | 333 (2022)                        | 88                 | modifier les données · modifier les données |
| Niderhoff                   | 57504      | 57560             | Sarrebourg-Château-Salins | Phalsbourg             | CC de Sarrebourg - Moselle Sud       | 5,30             | 277 (2022)                        | 52                 | modifier les données · modifier les données |
| Niderviller                 | 57505      | 57565             | Sarrebourg-Château-Salins | Phalsbourg             | CC de Sarrebourg - Moselle Sud       | 10,78            | 1 152 (2022)                      | 107                | modifier les données · modifier les données |
| Niederstinzel               | 57506      | 57930             | Sarrebourg-Château-Salins | Sarrebourg             | CC de Sarrebourg - Moselle Sud       | 12,96            | 236 (2022)                        | 18                 | modifier les données · modifier les données |
| Niedervisse                 | 57507      | 57220             | Forbach-Boulay-Moselle    | Boulay-Moselle         | CC de la Houve et du Pays Boulageois | 5,77             | 276 (2022)                        | 48                 | modifier les données · modifier les données |
| Nilvange                    | 57508      | 57240             | Thionville                | Algrange               | CA du Val de Fensch                  | 2,81             | 4 375 (2022)                      | 1 557              | modifier les données · modifier les données |
| Nitting                     | 57509      | 57790             | Sarrebourg-Château-Salins | Phalsbourg             | CC de Sarrebourg - Moselle Sud       | 8,86             | 514 (2022)                        | 58                 | modifier les données · modifier les données |
| Noisseville                 | 57510      | 57645             | Metz                      | Le Pays Messin         | Eurométropole de Metz                | 2,60             | 1 103 (2022)                      | 424                | modifier les données · modifier les données |
| Norroy-le-Veneur            | 57511      | 57140             | Metz                      | Rombas                 | CC Rives de Moselle                  | 8,45             | 1 000 (2022)                      | 118                | modifier les données · modifier les données |
| Nouilly                     | 57512      | 57645             | Metz                      | Le Pays Messin         | Eurométropole de Metz                | 2,40             | 718 (2022)                        | 299                | modifier les données · modifier les données |
| Nousseviller-lès-Bitche     | 57513      | 57720             | Sarreguemines             | Bitche                 | CC du Pays de Bitche                 | 4,86             | 155 (2022)                        | 32                 | modifier les données · modifier les données |
| Nousseviller-Saint-Nabor    | 57514      | 57990             | Forbach-Boulay-Moselle    | Stiring-Wendel         | CA de Forbach Porte de France        | 6,13             | 1 185 (2022)                      | 193                | modifier les données · modifier les données |
| Novéant-sur-Moselle         | 57515      | 57680             | Metz                      | Les Coteaux de Moselle | CC Mad et Moselle                    | 12,89            | 1 861 (2022)                      | 144                | modifier les données · modifier les données |
| Oberdorff                   | 57516      | 57320             | Forbach-Boulay-Moselle    | Bouzonville            | CC de la Houve et du Pays Boulageois | 4,22             | 332 (2022)                        | 79                 | modifier les données · modifier les données |
| Obergailbach                | 57517      | 57720             | Sarreguemines             | Bitche                 | CC du Pays de Bitche                 | 8,99             | 270 (2022)                        | 30                 | modifier les données · modifier les données |
| Oberstinzel                 | 57518      | 57930             | Sarrebourg-Château-Salins | Sarrebourg             | CC de Sarrebourg - Moselle Sud       | 5,07             | 320 (2022)                        | 63                 | modifier les données · modifier les données |
| Obervisse                   | 57519      | 57220             | Forbach-Boulay-Moselle    | Boulay-Moselle         | CC de la Houve et du Pays Boulageois | 4,40             | 157 (2022)                        | 36                 | modifier les données · modifier les données |
| Obreck                      | 57520      | 57170             | Sarrebourg-Château-Salins | Le Saulnois            | CC du Saulnois                       | 3,24             | 37 (2022)                         | 11                 | modifier les données · modifier les données |
| Œting                       | 57521      | 57600             | Forbach-Boulay-Moselle    | Forbach                | CA de Forbach Porte de France        | 4,39             | 2 636 (2022)                      | 600                | modifier les données · modifier les données |
| Ogy-Montoy-Flanville        | 57482      | 57530 57645       | Metz                      | Le Pays Messin         | CC Haut Chemin - Pays de Pange       | 10,06            | 1 792 (2022)                      | 178                | modifier les données · modifier les données |
| Ommeray                     | 57524      | 57810             | Sarrebourg-Château-Salins | Le Saulnois            | CC du Saulnois                       | 10,12            | 128 (2022)                        | 13                 | modifier les données · modifier les données |
| Oriocourt                   | 57525      | 57590             | Sarrebourg-Château-Salins | Le Saulnois            | CC du Saulnois                       | 4,44             | 56 (2022)                         | 13                 | modifier les données · modifier les données |
| Ormersviller                | 57526      | 57720             | Sarreguemines             | Bitche                 | CC du Pays de Bitche                 | 7,30             | 383 (2022)                        | 52                 | modifier les données · modifier les données |
| Orny                        | 57527      | 57420             | Metz                      | Faulquemont            | CC du Sud Messin                     | 7,30             | 418 (2022)                        | 57                 | modifier les données · modifier les données |
| Oron                        | 57528      | 57590             | Sarrebourg-Château-Salins | Le Saulnois            | CC du Saulnois                       | 5,37             | 107 (2022)                        | 20                 | modifier les données · modifier les données |
| Ottange                     | 57529      | 57840             | Thionville                | Algrange               | CC du Pays Haut Val d'Alzette        | 15,48            | 3 012 (2022)                      | 195                | modifier les données · modifier les données |
| Ottonville                  | 57530      | 57220             | Forbach-Boulay-Moselle    | Boulay-Moselle         | CC de la Houve et du Pays Boulageois | 15,71            | 455 (2022)                        | 29                 | modifier les données · modifier les données |
| Oudrenne                    | 57531      | 57970             | Thionville                | Metzervisse            | CC de l'Arc mosellan                 | 20,38            | 730 (2022)                        | 36                 | modifier les données · modifier les données |
| Pagny-lès-Goin              | 57532      | 57420             | Metz                      | Faulquemont            | CC du Sud Messin                     | 5,17             | 231 (2022)                        | 45                 | modifier les données · modifier les données |
| Pange                       | 57533      | 57530             | Metz                      | Le Pays Messin         | CC Haut Chemin - Pays de Pange       | 8,57             | 870 (2022)                        | 102                | modifier les données · modifier les données |
| Peltre                      | 57534      | 57245             | Metz                      | Le Pays Messin         | Eurométropole de Metz                | 8,37             | 1 803 (2022)                      | 215                | modifier les données · modifier les données |
| Petit-Réderching            | 57535      | 57410             | Sarreguemines             | Bitche                 | CC du Pays de Bitche                 | 11,00            | 1 416 (2022)                      | 129                | modifier les données · modifier les données |
| Petit-Tenquin               | 57536      | 57660             | Forbach-Boulay-Moselle    | Sarralbe               | CA Saint-Avold Synergie              | 4,88             | 216 (2022)                        | 44                 | modifier les données · modifier les données |
| Petite-Rosselle             | 57537      | 57540             | Forbach-Boulay-Moselle    | Forbach                | CA de Forbach Porte de France        | 5,05             | 6 176 (2022)                      | 1 223              | modifier les données · modifier les données |
| Pettoncourt                 | 57538      | 57170             | Sarrebourg-Château-Salins | Le Saulnois            | CC du Saulnois                       | 4,90             | 298 (2022)                        | 61                 | modifier les données · modifier les données |
| Pévange                     | 57539      | 57340             | Sarrebourg-Château-Salins | Le Saulnois            | CC du Saulnois                       | 1,94             | 40 (2022)                         | 21                 | modifier les données · modifier les données |
| Phalsbourg                  | 57540      | 57370             | Sarrebourg-Château-Salins | Phalsbourg             | CC du Pays de Phalsbourg             | 13,15            | 4 657 (2022)                      | 354                | modifier les données · modifier les données |
| Philippsbourg               | 57541      | 57230             | Sarreguemines             | Bitche                 | CC du Pays de Bitche                 | 23,71            | 615 (2022)                        | 26                 | modifier les données · modifier les données |
| Piblange                    | 57542      | 57220             | Forbach-Boulay-Moselle    | Boulay-Moselle         | CC de la Houve et du Pays Boulageois | 9,59             | 965 (2022)                        | 101                | modifier les données · modifier les données |
| Pierrevillers               | 57543      | 57120             | Metz                      | Rombas                 | CC du Pays Orne-Moselle              | 5,83             | 1 460 (2022)                      | 250                | modifier les données · modifier les données |
| Plaine-de-Walsch            | 57544      | 57870             | Sarrebourg-Château-Salins | Phalsbourg             | CC de Sarrebourg - Moselle Sud       | 4,98             | 605 (2022)                        | 121                | modifier les données · modifier les données |
| Plappeville                 | 57545      | 57050             | Metz                      | Montigny-lès-Metz      | Eurométropole de Metz                | 2,54             | 2 025 (2022)                      | 797                | modifier les données · modifier les données |
| Plesnois                    | 57546      | 57140             | Metz                      | Rombas                 | CC Rives de Moselle                  | 3,11             | 782 (2022)                        | 251                | modifier les données · modifier les données |
| Pommérieux                  | 57547      | 57420             | Metz                      | Faulquemont            | CC du Sud Messin                     | 4,31             | 728 (2022)                        | 169                | modifier les données · modifier les données |
| Pontoy                      | 57548      | 57420             | Metz                      | Faulquemont            | CC du Sud Messin                     | 10,12            | 601 (2022)                        | 59                 | modifier les données · modifier les données |
| Pontpierre                  | 57549      | 57380             | Forbach-Boulay-Moselle    | Faulquemont            | CC du District Urbain de Faulquemont | 8,48             | 751 (2022)                        | 89                 | modifier les données · modifier les données |
| Porcelette                  | 57550      | 57890             | Forbach-Boulay-Moselle    | Saint-Avold            | CA Saint-Avold Synergie              | 13,44            | 2 435 (2022)                      | 181                | modifier les données · modifier les données |
| Postroff                    | 57551      | 57930             | Sarrebourg-Château-Salins | Sarrebourg             | CC de Sarrebourg - Moselle Sud       | 5,00             | 198 (2022)                        | 40                 | modifier les données · modifier les données |
| Pouilly                     | 57552      | 57420             | Metz                      | Les Coteaux de Moselle | Eurométropole de Metz                | 5,11             | 927 (2022)                        | 181                | modifier les données · modifier les données |
| Pournoy-la-Chétive          | 57553      | 57420             | Metz                      | Les Coteaux de Moselle | Eurométropole de Metz                | 2,56             | 613 (2022)                        | 239                | modifier les données · modifier les données |
| Pournoy-la-Grasse           | 57554      | 57420             | Metz                      | Faulquemont            | CC du Sud Messin                     | 7,19             | 741 (2022)                        | 103                | modifier les données · modifier les données |
| Prévocourt                  | 57555      | 57590             | Sarrebourg-Château-Salins | Le Saulnois            | CC du Saulnois                       | 6,77             | 110 (2022)                        | 16                 | modifier les données · modifier les données |
| Puttelange-aux-Lacs         | 57556      | 57510             | Sarreguemines             | Sarralbe               | CA Sarreguemines Confluences         | 16,66            | 3 058 (2022)                      | 184                | modifier les données · modifier les données |
| Puttelange-lès-Thionville   | 57557      | 57570             | Thionville                | Yutz                   | CC de Cattenom et environs           | 10,67            | 1 033 (2022)                      | 97                 | modifier les données · modifier les données |
| Puttigny                    | 57558      | 57170             | Sarrebourg-Château-Salins | Le Saulnois            | CC du Saulnois                       | 7,47             | 74 (2022)                         | 9,9                | modifier les données · modifier les données |
| Puzieux                     | 57559      | 57590             | Sarrebourg-Château-Salins | Le Saulnois            | CC du Saulnois                       | 6,27             | 168 (2022)                        | 27                 | modifier les données · modifier les données |
| Racrange                    | 57560      | 57340             | Forbach-Boulay-Moselle    | Sarralbe               | CA Saint-Avold Synergie              | 7,16             | 620 (2022)                        | 87                 | modifier les données · modifier les données |
| Rahling                     | 57561      | 57410             | Sarreguemines             | Bitche                 | CC du Pays de Bitche                 | 21,30            | 720 (2022)                        | 34                 | modifier les données · modifier les données |
| Ranguevaux                  | 57562      | 57700             | Thionville                | Hayange                | CA du Val de Fensch                  | 10,17            | 901 (2022)                        | 89                 | modifier les données · modifier les données |
| Raville                     | 57563      | 57530             | Metz                      | Le Pays Messin         | CC Haut Chemin - Pays de Pange       | 7,06             | 292 (2022)                        | 41                 | modifier les données · modifier les données |
| Réchicourt-le-Château       | 57564      | 57810             | Sarrebourg-Château-Salins | Sarrebourg             | CC de Sarrebourg - Moselle Sud       | 24,14            | 555 (2022)                        | 23                 | modifier les données · modifier les données |
| Rédange                     | 57565      | 57390             | Thionville                | Algrange               | CC du Pays Haut Val d'Alzette        | 5,50             | 1 004 (2022)                      | 183                | modifier les données · modifier les données |
| Réding                      | 57566      | 57445             | Sarrebourg-Château-Salins | Sarrebourg             | CC de Sarrebourg - Moselle Sud       | 11,61            | 2 307 (2022)                      | 199                | modifier les données · modifier les données |
| Rémelfang                   | 57567      | 57320             | Forbach-Boulay-Moselle    | Bouzonville            | CC Bouzonvillois - Trois Frontières  | 3,30             | 144 (2022)                        | 44                 | modifier les données · modifier les données |
| Rémelfing                   | 57568      | 57200             | Sarreguemines             | Sarreguemines          | CA Sarreguemines Confluences         | 2,62             | 1 308 (2022)                      | 499                | modifier les données · modifier les données |
| Rémeling                    | 57569      | 57480             | Thionville                | Bouzonville            | CC Bouzonvillois - Trois Frontières  | 6,47             | 337 (2022)                        | 52                 | modifier les données · modifier les données |
| Rémering                    | 57570      | 57550             | Forbach-Boulay-Moselle    | Bouzonville            | CC de la Houve et du Pays Boulageois | 4,94             | 419 (2022)                        | 85                 | modifier les données · modifier les données |
| Rémering-lès-Puttelange     | 57571      | 57510             | Sarreguemines             | Sarralbe               | CA Sarreguemines Confluences         | 9,24             | 1 034 (2022)                      | 112                | modifier les données · modifier les données |
| Rémilly                     | 57572      | 57580             | Metz                      | Faulquemont            | CC du Sud Messin                     | 18,94            | 2 050 (2022)                      | 108                | modifier les données · modifier les données |
| Réning                      | 57573      | 57670             | Sarrebourg-Château-Salins | Le Saulnois            | CC du Saulnois                       | 3,95             | 129 (2022)                        | 33                 | modifier les données · modifier les données |
| Retonfey                    | 57575      | 57645             | Metz                      | Le Pays Messin         | CC Haut Chemin - Pays de Pange       | 9,77             | 1 332 (2022)                      | 136                | modifier les données · modifier les données |
| Rettel                      | 57576      | 57480             | Thionville                | Bouzonville            | CC Bouzonvillois - Trois Frontières  | 6,89             | 849 (2022)                        | 123                | modifier les données · modifier les données |
| Reyersviller                | 57577      | 57230             | Sarreguemines             | Bitche                 | CC du Pays de Bitche                 | 8,32             | 380 (2022)                        | 46                 | modifier les données · modifier les données |
| Rezonville-Vionville        | 57578      | 57130             | Metz                      | Les Coteaux de Moselle | CC Mad et Moselle                    | 23,10            | 506 (2022)                        | 22                 | modifier les données · modifier les données |
| Rhodes                      | 57579      | 57810             | Sarrebourg-Château-Salins | Sarrebourg             | CC de Sarrebourg - Moselle Sud       | 11,39            | 124 (2022)                        | 11                 | modifier les données · modifier les données |
| Riche                       | 57580      | 57340             | Sarrebourg-Château-Salins | Le Saulnois            | CC du Saulnois                       | 6,34             | 184 (2022)                        | 29                 | modifier les données · modifier les données |
| Richeling                   | 57581      | 57510             | Sarreguemines             | Sarralbe               | CA Sarreguemines Confluences         | 4,21             | 348 (2022)                        | 83                 | modifier les données · modifier les données |
| Richemont                   | 57582      | 57270             | Thionville                | Fameck                 | CC Rives de Moselle                  | 8,48             | 2 145 (2022)                      | 253                | modifier les données · modifier les données |
| Richeval                    | 57583      | 57830             | Sarrebourg-Château-Salins | Sarrebourg             | CC de Sarrebourg - Moselle Sud       | 4,92             | 115 (2022)                        | 23                 | modifier les données · modifier les données |
| Rimling                     | 57584      | 57720             | Sarreguemines             | Bitche                 | CC du Pays de Bitche                 | 13,26            | 631 (2022)                        | 48                 | modifier les données · modifier les données |
| Rochonvillers               | 57586      | 57840             | Thionville                | Algrange               | CA Portes de France-Thionville       | 5,64             | 205 (2022)                        | 36                 | modifier les données · modifier les données |
| Rodalbe                     | 57587      | 57340             | Sarrebourg-Château-Salins | Le Saulnois            | CC du Saulnois                       | 10,57            | 246 (2022)                        | 23                 | modifier les données · modifier les données |
| Rodemack                    | 57588      | 57570             | Thionville                | Yutz                   | CC de Cattenom et environs           | 9,96             | 1 282 (2022)                      | 129                | modifier les données · modifier les données |
| Rohrbach-lès-Bitche         | 57589      | 57410             | Sarreguemines             | Bitche                 | CC du Pays de Bitche                 | 13,28            | 2 290 (2022)                      | 172                | modifier les données · modifier les données |
| Rolbing                     | 57590      | 57720             | Sarreguemines             | Bitche                 | CC du Pays de Bitche                 | 5,97             | 259 (2022)                        | 43                 | modifier les données · modifier les données |
| Rombas                      | 57591      | 57120             | Metz                      | Rombas                 | CC du Pays Orne-Moselle              | 11,69            | 9 534 (2022)                      | 816                | modifier les données · modifier les données |
| Romelfing                   | 57592      | 57930             | Sarrebourg-Château-Salins | Sarrebourg             | CC de Sarrebourg - Moselle Sud       | 10,69            | 334 (2022)                        | 31                 | modifier les données · modifier les données |
| Roncourt                    | 57593      | 57860             | Metz                      | Rombas                 | Eurométropole de Metz                | 6,73             | 1 048 (2022)                      | 156                | modifier les données · modifier les données |
| Roppeviller                 | 57594      | 57230             | Sarreguemines             | Bitche                 | CC du Pays de Bitche                 | 13,77            | 96 (2022)                         | 7,0                | modifier les données · modifier les données |
| Rorbach-lès-Dieuze          | 57595      | 57260             | Sarrebourg-Château-Salins | Le Saulnois            | CC du Saulnois                       | 4,21             | 48 (2022)                         | 11                 | modifier les données · modifier les données |
| Rosbruck                    | 57596      | 57800             | Forbach-Boulay-Moselle    | Forbach                | CA de Forbach Porte de France        | 1,41             | 730 (2022)                        | 518                | modifier les données · modifier les données |
| Rosselange                  | 57597      | 57780             | Thionville                | Hayange                | CC du Pays Orne-Moselle              | 5,35             | 2 403 (2022)                      | 449                | modifier les données · modifier les données |
| Rouhling                    | 57598      | 57520             | Sarreguemines             | Sarreguemines          | CA Sarreguemines Confluences         | 6,02             | 1 965 (2022)                      | 326                | modifier les données · modifier les données |
| Roupeldange                 | 57599      | 57220             | Forbach-Boulay-Moselle    | Boulay-Moselle         | CC de la Houve et du Pays Boulageois | 2,52             | 338 (2022)                        | 134                | modifier les données · modifier les données |
| Roussy-le-Village           | 57600      | 57330             | Thionville                | Yutz                   | CC de Cattenom et environs           | 12,50            | 1 559 (2022)                      | 125                | modifier les données · modifier les données |
| Rozérieulles                | 57601      | 57160             | Metz                      | Les Coteaux de Moselle | Eurométropole de Metz                | 6,58             | 1 330 (2022)                      | 202                | modifier les données · modifier les données |
| Rurange-lès-Thionville      | 57602      | 57310             | Thionville                | Metzervisse            | CC de l'Arc mosellan                 | 8,87             | 2 349 (2022)                      | 265                | modifier les données · modifier les données |
| Russange                    | 57603      | 57390             | Thionville                | Algrange               | CC du Pays Haut Val d'Alzette        | 3,46             | 1 257 (2022)                      | 363                | modifier les données · modifier les données |
| Rustroff                    | 57604      | 57480             | Thionville                | Bouzonville            | CC Bouzonvillois - Trois Frontières  | 3,23             | 651 (2022)                        | 202                | modifier les données · modifier les données |
| Sailly-Achâtel              | 57605      | 57420             | Metz                      | Le Saulnois            | CC du Sud Messin                     | 8,18             | 316 (2022)                        | 39                 | modifier les données · modifier les données |
| Saint-Avold                 | 57606      | 57500             | Forbach-Boulay-Moselle    | Saint-Avold            | CA Saint-Avold Synergie              | 35,48            | 14 828 (2022)                     | 418                | modifier les données · modifier les données |
| Saint-Epvre                 | 57609      | 57580             | Sarrebourg-Château-Salins | Le Saulnois            | CC du Saulnois                       | 4,67             | 176 (2022)                        | 38                 | modifier les données · modifier les données |
| Saint-François-Lacroix      | 57610      | 57320             | Forbach-Boulay-Moselle    | Bouzonville            | CC Bouzonvillois - Trois Frontières  | 7,33             | 322 (2022)                        | 44                 | modifier les données · modifier les données |
| Saint-Georges               | 57611      | 57830             | Sarrebourg-Château-Salins | Sarrebourg             | CC de Sarrebourg - Moselle Sud       | 8,10             | 192 (2022)                        | 24                 | modifier les données · modifier les données |
| Saint-Hubert                | 57612      | 57640             | Metz                      | Le Pays Messin         | CC Haut Chemin - Pays de Pange       | 16,04            | 231 (2022)                        | 14                 | modifier les données · modifier les données |
| Saint-Jean-de-Bassel        | 57613      | 57930             | Sarrebourg-Château-Salins | Sarrebourg             | CC de Sarrebourg - Moselle Sud       | 10,05            | 319 (2022)                        | 32                 | modifier les données · modifier les données |
| Saint-Jean-Kourtzerode      | 57614      | 57370             | Sarrebourg-Château-Salins | Phalsbourg             | CC du Pays de Phalsbourg             | 1,58             | 674 (2022)                        | 427                | modifier les données · modifier les données |
| Saint-Jean-Rohrbach         | 57615      | 57510             | Sarreguemines             | Sarralbe               | CA Sarreguemines Confluences         | 12,19            | 963 (2022)                        | 79                 | modifier les données · modifier les données |
| Saint-Julien-lès-Metz       | 57616      | 57070             | Metz                      | Le Pays Messin         | Eurométropole de Metz                | 4,55             | 3 562 (2022)                      | 783                | modifier les données · modifier les données |
| Saint-Jure                  | 57617      | 57420             | Metz                      | Le Saulnois            | CC du Sud Messin                     | 10,61            | 281 (2022)                        | 26                 | modifier les données · modifier les données |
| Saint-Louis                 | 57618      | 57820             | Sarrebourg-Château-Salins | Phalsbourg             | CC du Pays de Phalsbourg             | 9,28             | 622 (2022)                        | 67                 | modifier les données · modifier les données |
| Saint-Louis-lès-Bitche      | 57619      | 57620             | Sarreguemines             | Bitche                 | CC du Pays de Bitche                 | 4,53             | 463 (2022)                        | 102                | modifier les données · modifier les données |
| Saint-Médard                | 57621      | 57260             | Sarrebourg-Château-Salins | Le Saulnois            | CC du Saulnois                       | 9,89             | 106 (2022)                        | 11                 | modifier les données · modifier les données |
| Saint-Privat-la-Montagne    | 57622      | 57855             | Metz                      | Rombas                 | Eurométropole de Metz                | 5,84             | 1 873 (2022)                      | 321                | modifier les données · modifier les données |
| Saint-Quirin                | 57623      | 57560             | Sarrebourg-Château-Salins | Phalsbourg             | CC de Sarrebourg - Moselle Sud       | 53,34            | 693 (2022)                        | 13                 | modifier les données · modifier les données |
| Sainte-Barbe                | 57607      | 57640             | Metz                      | Le Pays Messin         | CC Haut Chemin - Pays de Pange       | 13,84            | 783 (2022)                        | 57                 | modifier les données · modifier les données |
| Sainte-Marie-aux-Chênes     | 57620      | 57255             | Metz                      | Rombas                 | CC du Pays Orne-Moselle              | 10,19            | 4 512 (2022)                      | 443                | modifier les données · modifier les données |
| Sainte-Ruffine              | 57624      | 57130             | Metz                      | Les Coteaux de Moselle | Eurométropole de Metz                | 0,71             | 605 (2022)                        | 852                | modifier les données · modifier les données |
| Salonnes                    | 57625      | 57170             | Sarrebourg-Château-Salins | Le Saulnois            | CC du Saulnois                       | 12,69            | 171 (2022)                        | 13                 | modifier les données · modifier les données |
| Sanry-lès-Vigy              | 57626      | 57640             | Metz                      | Le Pays Messin         | CC Haut Chemin - Pays de Pange       | 5,55             | 507 (2022)                        | 91                 | modifier les données · modifier les données |
| Sanry-sur-Nied              | 57627      | 57530             | Metz                      | Le Pays Messin         | CC Haut Chemin - Pays de Pange       | 4,81             | 422 (2022)                        | 88                 | modifier les données · modifier les données |
| Sarralbe                    | 57628      | 57430             | Sarreguemines             | Sarralbe               | CA Sarreguemines Confluences         | 27,29            | 4 386 (2022)                      | 161                | modifier les données · modifier les données |
| Sarraltroff                 | 57629      | 57400             | Sarrebourg-Château-Salins | Sarrebourg             | CC de Sarrebourg - Moselle Sud       | 11,97            | 791 (2022)                        | 66                 | modifier les données · modifier les données |
| Sarrebourg                  | 57630      | 57400             | Sarrebourg-Château-Salins | Sarrebourg             | CC de Sarrebourg - Moselle Sud       | 16,40            | 12 274 (2022)                     | 748                | modifier les données · modifier les données |
| Sarreguemines               | 57631      | 57200             | Sarreguemines             | Sarreguemines          | CA Sarreguemines Confluences         | 29,67            | 20 324 (2022)                     | 685                | modifier les données · modifier les données |
| Sarreinsming                | 57633      | 57905             | Sarreguemines             | Sarreguemines          | CA Sarreguemines Confluences         | 6,98             | 1 206 (2022)                      | 173                | modifier les données · modifier les données |
| Saulny                      | 57634      | 57140             | Metz                      | Rombas                 | Eurométropole de Metz                | 9,80             | 1 572 (2022)                      | 160                | modifier les données · modifier les données |
| Schalbach                   | 57635      | 57370             | Sarrebourg-Château-Salins | Sarrebourg             | CC de Sarrebourg - Moselle Sud       | 12,58            | 378 (2022)                        | 30                 | modifier les données · modifier les données |
| Schmittviller               | 57636      | 57412             | Sarreguemines             | Bitche                 | CC du Pays de Bitche                 | 2,33             | 335 (2022)                        | 144                | modifier les données · modifier les données |
| Schneckenbusch              | 57637      | 57400             | Sarrebourg-Château-Salins | Phalsbourg             | CC de Sarrebourg - Moselle Sud       | 2,12             | 313 (2022)                        | 148                | modifier les données · modifier les données |
| Schœneck                    | 57638      | 57350             | Forbach-Boulay-Moselle    | Forbach                | CA de Forbach Porte de France        | 4,06             | 2 442 (2022)                      | 601                | modifier les données · modifier les données |
| Schorbach                   | 57639      | 57230             | Sarreguemines             | Bitche                 | CC du Pays de Bitche                 | 13,36            | 541 (2022)                        | 40                 | modifier les données · modifier les données |
| Schwerdorff                 | 57640      | 57320             | Forbach-Boulay-Moselle    | Bouzonville            | CC Bouzonvillois - Trois Frontières  | 9,42             | 472 (2022)                        | 50                 | modifier les données · modifier les données |
| Schweyen                    | 57641      | 57720             | Sarreguemines             | Bitche                 | CC du Pays de Bitche                 | 11,35            | 319 (2022)                        | 28                 | modifier les données · modifier les données |
| Scy-Chazelles               | 57642      | 57160             | Metz                      | Montigny-lès-Metz      | Eurométropole de Metz                | 4,52             | 2 665 (2022)                      | 590                | modifier les données · modifier les données |
| Secourt                     | 57643      | 57420             | Metz                      | Le Saulnois            | CC du Sud Messin                     | 7,31             | 202 (2022)                        | 28                 | modifier les données · modifier les données |
| Seingbouse                  | 57644      | 57455             | Forbach-Boulay-Moselle    | Freyming-Merlebach     | CC de Freyming-Merlebach             | 8,05             | 1 695 (2022)                      | 211                | modifier les données · modifier les données |
| Semécourt                   | 57645      | 57280             | Metz                      | Le Sillon Mosellan     | CC Rives de Moselle                  | 2,30             | 1 023 (2022)                      | 445                | modifier les données · modifier les données |
| Serémange-Erzange           | 57647      | 57290             | Thionville                | Hayange                | CA du Val de Fensch                  | 3,75             | 4 188 (2022)                      | 1 117              | modifier les données · modifier les données |
| Servigny-lès-Raville        | 57648      | 57530             | Metz                      | Le Pays Messin         | CC Haut Chemin - Pays de Pange       | 14,20            | 487 (2022)                        | 34                 | modifier les données · modifier les données |
| Servigny-lès-Sainte-Barbe   | 57649      | 57640             | Metz                      | Le Pays Messin         | CC Haut Chemin - Pays de Pange       | 3,09             | 467 (2022)                        | 151                | modifier les données · modifier les données |
| Sierck-les-Bains            | 57650      | 57480             | Thionville                | Bouzonville            | CC Bouzonvillois - Trois Frontières  | 4,80             | 1 769 (2022)                      | 369                | modifier les données · modifier les données |
| Siersthal                   | 57651      | 57410             | Sarreguemines             | Bitche                 | CC du Pays de Bitche                 | 10,51            | 644 (2022)                        | 61                 | modifier les données · modifier les données |
| Sillegny                    | 57652      | 57420             | Metz                      | Faulquemont            | CC du Sud Messin                     | 10,46            | 633 (2022)                        | 61                 | modifier les données · modifier les données |
| Silly-en-Saulnois           | 57653      | 57420             | Metz                      | Faulquemont            | CC du Sud Messin                     | 2,35             | 34 (2022)                         | 14                 | modifier les données · modifier les données |
| Silly-sur-Nied              | 57654      | 57530             | Metz                      | Le Pays Messin         | CC Haut Chemin - Pays de Pange       | 4,54             | 711 (2022)                        | 157                | modifier les données · modifier les données |
| Solgne                      | 57655      | 57420             | Metz                      | Faulquemont            | CC du Sud Messin                     | 7,29             | 1 138 (2022)                      | 156                | modifier les données · modifier les données |
| Sorbey                      | 57656      | 57580             | Metz                      | Le Pays Messin         | CC Haut Chemin - Pays de Pange       | 5,59             | 390 (2022)                        | 70                 | modifier les données · modifier les données |
| Sotzeling                   | 57657      | 57170             | Sarrebourg-Château-Salins | Le Saulnois            | CC du Saulnois                       | 3,66             | 25 (2022)                         | 6,8                | modifier les données · modifier les données |
| Soucht                      | 57658      | 57960             | Sarreguemines             | Bitche                 | CC du Pays de Bitche                 | 10,75            | 1 024 (2022)                      | 95                 | modifier les données · modifier les données |
| Spicheren                   | 57659      | 57350             | Forbach-Boulay-Moselle    | Stiring-Wendel         | CA de Forbach Porte de France        | 8,11             | 3 180 (2022)                      | 392                | modifier les données · modifier les données |
| Stiring-Wendel              | 57660      | 57350             | Forbach-Boulay-Moselle    | Stiring-Wendel         | CA de Forbach Porte de France        | 3,60             | 11 048 (2022)                     | 3 069              | modifier les données · modifier les données |
| Stuckange                   | 57767      | 57970             | Thionville                | Metzervisse            | CC de l'Arc mosellan                 | 4,44             | 1 455 (2022)                      | 328                | modifier les données · modifier les données |
| Sturzelbronn                | 57661      | 57230             | Sarreguemines             | Bitche                 | CC du Pays de Bitche                 | 32,51            | 168 (2022)                        | 5,2                | modifier les données · modifier les données |
| Suisse                      | 57662      | 57340             | Forbach-Boulay-Moselle    | Sarralbe               | CA Saint-Avold Synergie              | 5,03             | 95 (2022)                         | 19                 | modifier les données · modifier les données |
| Talange                     | 57663      | 57525             | Metz                      | Le Sillon Mosellan     | CC Rives de Moselle                  | 3,70             | 8 044 (2022)                      | 2 174              | modifier les données · modifier les données |
| Tarquimpol                  | 57664      | 57260             | Sarrebourg-Château-Salins | Le Saulnois            | CC du Saulnois                       | 4,09             | 60 (2022)                         | 15                 | modifier les données · modifier les données |
| Tenteling                   | 57665      | 57980             | Forbach-Boulay-Moselle    | Stiring-Wendel         | CA de Forbach Porte de France        | 7,19             | 1 041 (2022)                      | 145                | modifier les données · modifier les données |
| Terville                    | 57666      | 57180             | Thionville                | Thionville             | CA Portes de France-Thionville       | 3,83             | 7 609 (2022)                      | 1 987              | modifier les données · modifier les données |
| Téterchen                   | 57667      | 57220             | Forbach-Boulay-Moselle    | Boulay-Moselle         | CC de la Houve et du Pays Boulageois | 8,75             | 765 (2022)                        | 87                 | modifier les données · modifier les données |
| Teting-sur-Nied             | 57668      | 57385             | Forbach-Boulay-Moselle    | Faulquemont            | CC du District Urbain de Faulquemont | 9,83             | 1 260 (2022)                      | 128                | modifier les données · modifier les données |
| Théding                     | 57669      | 57450             | Forbach-Boulay-Moselle    | Stiring-Wendel         | CA de Forbach Porte de France        | 8,13             | 2 424 (2022)                      | 298                | modifier les données · modifier les données |
| Thicourt                    | 57670      | 57380             | Forbach-Boulay-Moselle    | Faulquemont            | CC du District Urbain de Faulquemont | 5,50             | 133 (2022)                        | 24                 | modifier les données · modifier les données |
| Thimonville                 | 57671      | 57580             | Metz                      | Faulquemont            | CC du Sud Messin                     | 7,40             | 140 (2022)                        | 19                 | modifier les données · modifier les données |
| Thionville                  | 57672      | 57100             | Thionville                | Thionville Yutz        | CA Portes de France-Thionville       | 49,88            | 42 778 (2022)                     | 858                | modifier les données · modifier les données |
| Thonville                   | 57673      | 57380             | Forbach-Boulay-Moselle    | Faulquemont            | CC du District Urbain de Faulquemont | 2,53             | 51 (2022)                         | 20                 | modifier les données · modifier les données |
| Tincry                      | 57674      | 57590             | Sarrebourg-Château-Salins | Le Saulnois            | CC du Saulnois                       | 8,47             | 173 (2022)                        | 20                 | modifier les données · modifier les données |
| Torcheville                 | 57675      | 57670             | Sarrebourg-Château-Salins | Le Saulnois            | CC du Saulnois                       | 6,14             | 117 (2022)                        | 19                 | modifier les données · modifier les données |
| Tragny                      | 57676      | 57580             | Metz                      | Faulquemont            | CC du Sud Messin                     | 5,43             | 88 (2022)                         | 16                 | modifier les données · modifier les données |
| Trémery                     | 57677      | 57300             | Metz                      | Le Pays Messin         | CC Rives de Moselle                  | 7,53             | 979 (2022)                        | 130                | modifier les données · modifier les données |
| Tressange                   | 57678      | 57710             | Thionville                | Algrange               | CA Portes de France-Thionville       | 9,36             | 2 464 (2022)                      | 263                | modifier les données · modifier les données |
| Tritteling-Redlach          | 57679      | 57385             | Forbach-Boulay-Moselle    | Faulquemont            | CC du District Urbain de Faulquemont | 6,00             | 513 (2022)                        | 86                 | modifier les données · modifier les données |
| Troisfontaines              | 57680      | 57870             | Sarrebourg-Château-Salins | Phalsbourg             | CC de Sarrebourg - Moselle Sud       | 12,85            | 1 259 (2022)                      | 98                 | modifier les données · modifier les données |
| Tromborn                    | 57681      | 57320             | Forbach-Boulay-Moselle    | Bouzonville            | CC de la Houve et du Pays Boulageois | 6,13             | 333 (2022)                        | 54                 | modifier les données · modifier les données |
| Turquestein-Blancrupt       | 57682      | 57560             | Sarrebourg-Château-Salins | Phalsbourg             | CC de Sarrebourg - Moselle Sud       | 30,04            | 11 (2022)                         | 0,37               | modifier les données · modifier les données |
| Uckange                     | 57683      | 57270             | Thionville                | Fameck                 | CA du Val de Fensch                  | 5,56             | 7 001 (2022)                      | 1 259              | modifier les données · modifier les données |
| Vahl-Ebersing               | 57684      | 57660             | Forbach-Boulay-Moselle    | Sarralbe               | CA Saint-Avold Synergie              | 6,29             | 497 (2022)                        | 79                 | modifier les données · modifier les données |
| Vahl-lès-Bénestroff         | 57685      | 57670             | Sarrebourg-Château-Salins | Le Saulnois            | CC du Saulnois                       | 8,97             | 146 (2022)                        | 16                 | modifier les données · modifier les données |
| Vahl-lès-Faulquemont        | 57686      | 57380             | Forbach-Boulay-Moselle    | Faulquemont            | CC du District Urbain de Faulquemont | 6,18             | 245 (2022)                        | 40                 | modifier les données · modifier les données |
| Val-de-Bride                | 57270      | 57260             | Sarrebourg-Château-Salins | Le Saulnois            | CC du Saulnois                       | 11,12            | 518 (2022)                        | 47                 | modifier les données · modifier les données |
| Le Val-de-Guéblange         | 57267      | 57430             | Sarreguemines             | Sarralbe               | CA Sarreguemines Confluences         | 19,08            | 798 (2022)                        | 42                 | modifier les données · modifier les données |
| Vallerange                  | 57687      | 57340             | Forbach-Boulay-Moselle    | Sarralbe               | CA Saint-Avold Synergie              | 6,64             | 211 (2022)                        | 32                 | modifier les données · modifier les données |
| Valmestroff                 | 57689      | 57970             | Thionville                | Metzervisse            | CC de l'Arc mosellan                 | 3,78             | 352 (2022)                        | 93                 | modifier les données · modifier les données |
| Valmont                     | 57690      | 57730             | Forbach-Boulay-Moselle    | Saint-Avold            | CA Saint-Avold Synergie              | 9,24             | 2 951 (2022)                      | 319                | modifier les données · modifier les données |
| Valmunster                  | 57691      | 57220             | Forbach-Boulay-Moselle    | Boulay-Moselle         | CC de la Houve et du Pays Boulageois | 3,14             | 82 (2022)                         | 26                 | modifier les données · modifier les données |
| Vannecourt                  | 57692      | 57340             | Sarrebourg-Château-Salins | Le Saulnois            | CC du Saulnois                       | 9,55             | 69 (2022)                         | 7,2                | modifier les données · modifier les données |
| Vantoux                     | 57693      | 57070             | Metz                      | Le Pays Messin         | Eurométropole de Metz                | 2,45             | 818 (2022)                        | 334                | modifier les données · modifier les données |
| Vany                        | 57694      | 57070             | Metz                      | Le Pays Messin         | Eurométropole de Metz                | 3,10             | 473 (2022)                        | 153                | modifier les données · modifier les données |
| Varize-Vaudoncourt          | 57695      | 57220             | Forbach-Boulay-Moselle    | Boulay-Moselle         | CC de la Houve et du Pays Boulageois | 13,87            | 501 (2022)                        | 36                 | modifier les données · modifier les données |
| Varsberg                    | 57696      | 57880             | Forbach-Boulay-Moselle    | Boulay-Moselle         | CC du Warndt                         | 4,15             | 972 (2022)                        | 234                | modifier les données · modifier les données |
| Vasperviller                | 57697      | 57560             | Sarrebourg-Château-Salins | Phalsbourg             | CC de Sarrebourg - Moselle Sud       | 1,54             | 320 (2022)                        | 208                | modifier les données · modifier les données |
| Vatimont                    | 57698      | 57580             | Forbach-Boulay-Moselle    | Faulquemont            | CC du District Urbain de Faulquemont | 8,13             | 307 (2022)                        | 38                 | modifier les données · modifier les données |
| Vaudreching                 | 57700      | 57320             | Forbach-Boulay-Moselle    | Bouzonville            | CC Bouzonvillois - Trois Frontières  | 4,69             | 486 (2022)                        | 104                | modifier les données · modifier les données |
| Vaux                        | 57701      | 57130             | Metz                      | Les Coteaux de Moselle | Eurométropole de Metz                | 6,63             | 786 (2022)                        | 119                | modifier les données · modifier les données |
| Vaxy                        | 57702      | 57170             | Sarrebourg-Château-Salins | Le Saulnois            | CC du Saulnois                       | 5,31             | 169 (2022)                        | 32                 | modifier les données · modifier les données |
| Veckersviller               | 57703      | 57370             | Sarrebourg-Château-Salins | Sarrebourg             | CC de Sarrebourg - Moselle Sud       | 4,79             | 230 (2022)                        | 48                 | modifier les données · modifier les données |
| Veckring                    | 57704      | 57920             | Thionville                | Metzervisse            | CC de l'Arc mosellan                 | 6,65             | 651 (2022)                        | 98                 | modifier les données · modifier les données |
| Velving                     | 57705      | 57220             | Forbach-Boulay-Moselle    | Boulay-Moselle         | CC de la Houve et du Pays Boulageois | 4,71             | 204 (2022)                        | 43                 | modifier les données · modifier les données |
| Vergaville                  | 57706      | 57260             | Sarrebourg-Château-Salins | Le Saulnois            | CC du Saulnois                       | 13,17            | 537 (2022)                        | 41                 | modifier les données · modifier les données |
| Vernéville                  | 57707      | 57130             | Metz                      | Les Coteaux de Moselle | Eurométropole de Metz                | 9,18             | 676 (2022)                        | 74                 | modifier les données · modifier les données |
| Verny                       | 57708      | 57420             | Metz                      | Faulquemont            | CC du Sud Messin                     | 3,90             | 2 056 (2022)                      | 527                | modifier les données · modifier les données |
| Vescheim                    | 57709      | 57370             | Sarrebourg-Château-Salins | Phalsbourg             | CC du Pays de Phalsbourg             | 1,81             | 306 (2022)                        | 169                | modifier les données · modifier les données |
| Vibersviller                | 57711      | 57670             | Sarrebourg-Château-Salins | Le Saulnois            | CC du Saulnois                       | 13,02            | 384 (2022)                        | 29                 | modifier les données · modifier les données |
| Vic-sur-Seille              | 57712      | 57630             | Sarrebourg-Château-Salins | Le Saulnois            | CC du Saulnois                       | 19,50            | 1 325 (2022)                      | 68                 | modifier les données · modifier les données |
| Vieux-Lixheim               | 57713      | 57635             | Sarrebourg-Château-Salins | Sarrebourg             | CC de Sarrebourg - Moselle Sud       | 6,45             | 249 (2022)                        | 39                 | modifier les données · modifier les données |
| Vigny                       | 57715      | 57420             | Metz                      | Le Saulnois            | CC du Sud Messin                     | 5,83             | 386 (2022)                        | 66                 | modifier les données · modifier les données |
| Vigy                        | 57716      | 57640             | Metz                      | Le Pays Messin         | CC Haut Chemin - Pays de Pange       | 17,07            | 1 541 (2022)                      | 90                 | modifier les données · modifier les données |
| Viller                      | 57717      | 57340             | Forbach-Boulay-Moselle    | Sarralbe               | CA Saint-Avold Synergie              | 7,27             | 173 (2022)                        | 24                 | modifier les données · modifier les données |
| Villers-Stoncourt           | 57718      | 57530             | Metz                      | Faulquemont            | CC Haut Chemin - Pays de Pange       | 10,57            | 222 (2022)                        | 21                 | modifier les données · modifier les données |
| Villers-sur-Nied            | 57719      | 57340             | Sarrebourg-Château-Salins | Le Saulnois            | CC du Saulnois                       | 4,25             | 81 (2022)                         | 19                 | modifier les données · modifier les données |
| Villing                     | 57720      | 57550             | Forbach-Boulay-Moselle    | Bouzonville            | CC de la Houve et du Pays Boulageois | 4,93             | 514 (2022)                        | 104                | modifier les données · modifier les données |
| Vilsberg                    | 57721      | 57370             | Sarrebourg-Château-Salins | Phalsbourg             | CC du Pays de Phalsbourg             | 5,00             | 347 (2022)                        | 69                 | modifier les données · modifier les données |
| Virming                     | 57723      | 57340             | Sarrebourg-Château-Salins | Le Saulnois            | CC du Saulnois                       | 10,77            | 295 (2022)                        | 27                 | modifier les données · modifier les données |
| Vitry-sur-Orne              | 57724      | 57185             | Thionville                | Hayange                | CC du Pays Orne-Moselle              | 7,61             | 2 929 (2022)                      | 385                | modifier les données · modifier les données |
| Vittersbourg                | 57725      | 57670             | Sarrebourg-Château-Salins | Le Saulnois            | CC du Saulnois                       | 7,13             | 336 (2022)                        | 47                 | modifier les données · modifier les données |
| Vittoncourt                 | 57726      | 57580             | Forbach-Boulay-Moselle    | Faulquemont            | CC du District Urbain de Faulquemont | 9,51             | 389 (2022)                        | 41                 | modifier les données · modifier les données |
| Viviers                     | 57727      | 57590             | Sarrebourg-Château-Salins | Le Saulnois            | CC du Saulnois                       | 7,20             | 122 (2022)                        | 17                 | modifier les données · modifier les données |
| Vœlfling-lès-Bouzonville    | 57749      | 57320             | Forbach-Boulay-Moselle    | Bouzonville            | CC de la Houve et du Pays Boulageois | 2,90             | 159 (2022)                        | 55                 | modifier les données · modifier les données |
| Voimhaut                    | 57728      | 57580             | Forbach-Boulay-Moselle    | Faulquemont            | CC du District Urbain de Faulquemont | 4,02             | 252 (2022)                        | 63                 | modifier les données · modifier les données |
| Volmerange-lès-Boulay       | 57730      | 57220             | Forbach-Boulay-Moselle    | Boulay-Moselle         | CC de la Houve et du Pays Boulageois | 5,96             | 553 (2022)                        | 93                 | modifier les données · modifier les données |
| Volmerange-les-Mines        | 57731      | 57330             | Thionville                | Yutz                   | CC de Cattenom et environs           | 12,92            | 2 284 (2022)                      | 177                | modifier les données · modifier les données |
| Volmunster                  | 57732      | 57720             | Sarreguemines             | Bitche                 | CC du Pays de Bitche                 | 14,91            | 774 (2022)                        | 52                 | modifier les données · modifier les données |
| Volstroff                   | 57733      | 57940             | Thionville                | Metzervisse            | CC de l'Arc mosellan                 | 12,22            | 2 074 (2022)                      | 170                | modifier les données · modifier les données |
| Voyer                       | 57734      | 57560             | Sarrebourg-Château-Salins | Phalsbourg             | CC de Sarrebourg - Moselle Sud       | 4,48             | 449 (2022)                        | 100                | modifier les données · modifier les données |
| Vry                         | 57736      | 57640             | Metz                      | Le Pays Messin         | CC Haut Chemin - Pays de Pange       | 15,08            | 629 (2022)                        | 42                 | modifier les données · modifier les données |
| Vulmont                     | 57737      | 57420             | Metz                      | Le Saulnois            | CC du Sud Messin                     | 3,09             | 31 (2022)                         | 10                 | modifier les données · modifier les données |
| Waldhouse                   | 57738      | 57720             | Sarreguemines             | Bitche                 | CC du Pays de Bitche                 | 6,58             | 350 (2022)                        | 53                 | modifier les données · modifier les données |
| Waldweistroff               | 57739      | 57320             | Thionville                | Bouzonville            | CC Bouzonvillois - Trois Frontières  | 7,73             | 521 (2022)                        | 67                 | modifier les données · modifier les données |
| Waldwisse                   | 57740      | 57480             | Thionville                | Bouzonville            | CC Bouzonvillois - Trois Frontières  | 11,74            | 804 (2022)                        | 68                 | modifier les données · modifier les données |
| Walschbronn                 | 57741      | 57720             | Sarreguemines             | Bitche                 | CC du Pays de Bitche                 | 10,11            | 392 (2022)                        | 39                 | modifier les données · modifier les données |
| Walscheid                   | 57742      | 57870             | Sarrebourg-Château-Salins | Phalsbourg             | CC de Sarrebourg - Moselle Sud       | 38,35            | 1 467 (2022)                      | 38                 | modifier les données · modifier les données |
| Waltembourg                 | 57743      | 57370             | Sarrebourg-Château-Salins | Phalsbourg             | CC du Pays de Phalsbourg             | 1,40             | 232 (2022)                        | 166                | modifier les données · modifier les données |
| Wiesviller                  | 57745      | 57200             | Sarreguemines             | Sarreguemines          | CA Sarreguemines Confluences         | 8,83             | 908 (2022)                        | 103                | modifier les données · modifier les données |
| Willerwald                  | 57746      | 57430             | Sarreguemines             | Sarreguemines          | CA Sarreguemines Confluences         | 6,31             | 1 519 (2022)                      | 241                | modifier les données · modifier les données |
| Wintersbourg                | 57747      | 57635             | Sarrebourg-Château-Salins | Phalsbourg             | CC du Pays de Phalsbourg             | 3,95             | 260 (2022)                        | 66                 | modifier les données · modifier les données |
| Wittring                    | 57748      | 57905             | Sarreguemines             | Sarreguemines          | CA Sarreguemines Confluences         | 8,09             | 741 (2022)                        | 92                 | modifier les données · modifier les données |
| Wœlfling-lès-Sarreguemines  | 57750      | 57200             | Sarreguemines             | Sarreguemines          | CA Sarreguemines Confluences         | 6,24             | 697 (2022)                        | 112                | modifier les données · modifier les données |
| Woippy                      | 57751      | 57140             | Metz                      | Le Sillon Mosellan     | Eurométropole de Metz                | 14,58            | 14 394 (2022)                     | 987                | modifier les données · modifier les données |
| Woustviller                 | 57752      | 57915             | Sarreguemines             | Sarralbe               | CA Sarreguemines Confluences         | 10,97            | 2 822 (2022)                      | 257                | modifier les données · modifier les données |
| Wuisse                      | 57753      | 57170             | Sarrebourg-Château-Salins | Le Saulnois            | CC du Saulnois                       | 14,56            | 62 (2022)                         | 4,3                | modifier les données · modifier les données |
| Xanrey                      | 57754      | 57630             | Sarrebourg-Château-Salins | Le Saulnois            | CC du Saulnois                       | 7,81             | 110 (2022)                        | 14                 | modifier les données · modifier les données |
| Xocourt                     | 57755      | 57590             | Sarrebourg-Château-Salins | Le Saulnois            | CC du Saulnois                       | 4,88             | 99 (2022)                         | 20                 | modifier les données · modifier les données |
| Xouaxange                   | 57756      | 57830             | Sarrebourg-Château-Salins | Phalsbourg             | CC de Sarrebourg - Moselle Sud       | 5,16             | 316 (2022)                        | 61                 | modifier les données · modifier les données |
| Yutz                        | 57757      | 57970             | Thionville                | Yutz                   | CA Portes de France-Thionville       | 13,97            | 17 497 (2022)                     | 1 252              | modifier les données · modifier les données |
| Zarbeling                   | 57759      | 57340             | Sarrebourg-Château-Salins | Le Saulnois            | CC du Saulnois                       | 3,87             | 67 (2022)                         | 17                 | modifier les données · modifier les données |
| Zetting                     | 57760      | 57905             | Sarreguemines             | Sarreguemines          | CA Sarreguemines Confluences         | 6,94             | 856 (2022)                        | 123                | modifier les données · modifier les données |
| Zilling                     | 57761      | 57370             | Sarrebourg-Château-Salins | Phalsbourg             | CC du Pays de Phalsbourg             | 3,58             | 281 (2022)                        | 78                 | modifier les données · modifier les données |
| Zimming                     | 57762      | 57690             | Forbach-Boulay-Moselle    | Faulquemont            | CC du District Urbain de Faulquemont | 7,87             | 711 (2022)                        | 90                 | modifier les données · modifier les données |
| Zommange                    | 57763      | 57260             | Sarrebourg-Château-Salins | Le Saulnois            | CC du Saulnois                       | 6,34             | 44 (2022)                         | 6,9                | modifier les données · modifier les données |
| Zoufftgen                   | 57764      | 57330             | Thionville                | Yutz                   | CC de Cattenom et environs           | 16,70            | 1 271 (2022)                      | 76                 | modifier les données · modifier les données |
| Moselle                     | 57         |                   |                           |                        |                                      | 6 216,00         | 1 050 721 (2022)                  | 169                | modifier les données                        |